# Ki kicsoda a magyar sportéletben? (S–Z)

## 
A Ki kicsoda a magyar sportéletben? harmadik kötete S és Z kezdőbetű közötti személyek életrajzát, sporteredményeit tartalmazza. 457 oldalon 1500 szócikket foglal magába a könyv. Az alábbi lista a kötetben szereplő szócikkek felsorolása. A könyvben található hibás adatok javítva, megjegyzéssel ellátva szerepelnek a listában, kiegészítve az azóta történt halálozásokkal.

## S
- [4598] Saáry Ágnes (1975) ritmikus sportgimnasztikázó
- [4599] Saáry Éva, Ladányi Gedeonné (1926–2016) műkorcsolyázó, edző
- [4600] Saáry Marika (1928) műkorcsolyázó, edző
- [4601] Sabján Zoltán (1953) vitorlázó
- [4602] Sáfár Tamás (1972) búvárúszó
- [4603] Sáfi Márta, Medgyessy Sándorné (1958) kézilabdázó
- [4604] Sáfrány Mihályné, Bozsik Ágnes (1954–2010[1]) tekéző, edző
- [4605] Sági Edit, Baranyainé (1931) asztaliteniszező
- [4606] Sági József (1930) sportvezető
- [4607] Sahin Tóth István (1936) kosárlabdázó, edző
- [4608] Sajgál Ágnes (1974) sportakrobata
- [4609] Sajgó Pál (1922–2016) síelő, sílövő, sportvezető
- [4610] Sákovics József (1927–2009) párbajtőrvívó, edző
- [4611] Salacz Péter (1971) öttusázó, triatlonista
- [4612] Salamon Ágnes, Zrubka Jánosné (1946) evezős, edző
- [4613] Salamon József (1948) labdarúgó, edző, sportvezető
- [4614] Salánki Miklós (1952) sportújságíró
- [4615] Salgó András (1951) kosárlabdázó
- [4616] Sallai Sándor (1960) labdarúgó
- [4617] Sallak György (1952) sportvezető, edző
- [4618] Sallay András (1953) műkorcsolyázó
- [4619] Sallay Roland (1911–1992) sakkozó, sportvezető
- [4620] Sallói István (1966) labdarúgó, sportvezető
- [4621] Samu Alexandra (1974) kajakozó
- [4622] Sámuel Edit (1954) atléta, magasugró
- [4623] Samus Ilona, Mihályka Tiborné (1951) kézilabdázó, edző
- [4624] Sándor Elek (1956) sportvezető
- [4625] Sándor Imre (1951) vitorlázó
- [4626] Sándor István (1921–2018) evezős, edző, sportvezető
- [4627] Sándor István (1956) súlyemelő
- [4628] Sándor Károly (1928–2014) labdarúgó, sportvezető, edző
- [4629] Sándor Péter (1945) sportvezető, röplabdaedző
- [4630] Sándor Zoltán (1926) sportlövő, edző
- [4631] Sántha Lajos (1915–1992) tornász, edző
- [4632] Sápi Krisztina (1974) cselgáncsozó
- [4633] Sápi László (1935) sakkozó, edző
- [4634] Sardu Krisztián (1964) vitorlázó
- [4635] Sárdy László (1906–?) vitorlázó
- [4636] Sárfalvi Béla (1941–2016) öttusázó, edző
- [4637] Sárfalvi Erzsébet (1944–2010[2]) tájfutó
- [4638] Sárfalvi Péter (1970) öttusázó
- [4639] Sári Viktória (1959) síelő
- [4640] Sarkadi Ádám (1939) vitorlázó
- [4641] Sarkadi János (1944) sportvezető, cselgáncsozó
- [4642] Sarkadi Sándor (1952) motorcsónak-versenyző, edző
- [4643] Sarkadi Nagy Zsigmond (1955) kerékpárversenyző, edző
- [4644] Sárkány István (1913–2009) tornász, edző, sportvezető
- [4645] Sárkány Lili, Bikár Dejánné (1910–1999) teniszező
- [4646] Sárkány Miklós (1908–1998) vízilabdázó, edző, sportvezető
- [4647] Sárközi Gyula (1966) atléta, középtávfutó
- [4648] Sárközi István (1947–1992) labdarúgó
- [4649] Sárközi Lajos (1967) atléta, gátfutó
- [4650] Sárközi Lóránt (1938) vitorlázó
- [4651] Sarlós András (1953) labdarúgó, edző
- [4652] Sarlós Erzsébet (1965) evezős, edző
- [4653] Sarlós György (1940) evezős, edző, sportvezető
- [4654] Sarlós József (1909–1996) tornász
- [4655] Sarlós Katalin (1968) evezős, edző
- [4656] Sárosi Béla (1919–1993) labdarúgó, edző
- [4657] Sárosi György (1912–1993) labdarúgó, edző
- [4658] Sárosi Imre (1908–2006) úszó, edző, sportvezető
- [4659] Sárosi László (1932–2016) labdarúgó, edző
- [4660] Sárosi László (1946) vízilabdázó
- [4661] Sárossi György (1941) röplabdázó
- [4662] Sárosy Zoltán (1906–2017) sakkozó, levelezési sakkozó
- [4663] Saroveczki Gyula (1919–2006) sportvezető
- [4664] Sarusi Kis János (1960) kenus
- [4665] Sasics Szvetiszláv (1948–2025) öttusázó, edző
- [4666] Saskői Alfonz (1958) atléta, diszkoszvető, edző
- [4667] Sass János (1966) labdarúgó
- [4668] Sass Márta, Zsitva Zoltánné (1911–2009) teniszező, edző
- [4669] Sass Róbert (1959) evezős
- [4670] Sasvári Gizella, Csóka Jánosné (1932) atléta, középtávfutó, edző
- [4671] Sasvári János (1943) hajómodellező
- [4672] Sasvári Mihály (1932) kenus, edző
- [4673] Sasvári Zoltán (1972) hajómodellező
- [4674] Sasvári Zsolt (1942) építészmérnök
- [4675] Sáthy István (1962) triatlonista, edző
- [4676] Sátor László (1953) atléta, gyalogló, sportvezető
- [4677] Sátori Imre (1937–2010) labdarúgó
- [4678] Sátori József (1926–2014) evezős, edző, sportvezető
- [4679] Sauer László (1937–2020[3]) műugró, edző
- [4680] Sávai Henriette, Juhász Zoltánné (1965) evezős
- [4681] Savanya Norbert (1976–2010) búvárúszó
- [4682] Sávolt Attila (1976) teniszező
- [4683] Sax Gyula (1951–2014) sakkozó
- [4684] Schäffer János (1930–2023) síelő, sportvezető
- [4685] Schäffer Zsuzsa, Keszthelyiné (1961) úszó, vízilabdázó
- [4686] Schafhauser Róbert (1948) kajakozó
- [4687] Scharbert Gyula, id. (1913–?) vitorlázó, síelő
- [4688] Scharbert Gyula, ifj. (1944) vitorlázó
- [4689] Scheiber Zoltán (1965) jégkorongozó
- [4690] Scherer Miklós (1928–2001) motorversenyző
- [4691] Schildkraut Krisztián (1969) röplabdázó
- [4692] Schiller János (1928) sportvezető, szociológus, filozófus
- [4693] Schiller Károly (1962) síelő, sílövő
- [4694] Schillerwein István (1933–2009) kerékpárversenyző, edző, sportvezető
- [4695] Schirilla György, id. (1939–1999) szuper-hosszútávfutó, szakíró
- [4696] Schlégl Gyöngyi, Káposzta Benőné (1946) röplabdázó
- [4697] Schlégl Judit, Blaumann Ferencné, Radnai Józsefné (1945) röplabdázó
- [4698] Schmidmeiszter Ilona, Boros Zoltánné (1953) tájfutó
- [4699] Schmiedt Gábor (1962) vízilabdázó
- [4700] Schmitt Éva (1940) tollaslabdázó
- [4701] Schmitt Pál (1942) párbajtőrvívó, sportvezető, politikus, köztársasági elnök
- [4702] Schneider Attila (1955–2003) sakkozó, edző
- [4703] Schneider Éva, Rozgonyi Lajosné (1936) kosárlabdázó, edző
- [4704] Schneider Henrik (1969) evezős
- [4705] Schneider Imre (1968) kajakozó
- [4706] Schnell Judit (1956) ritmikus sportgimnasztikázó, edző
- [4707] Schönviszky György (1938–2014[4]) tájfutó, edző, sportvezető
- [4708] Schönvinszky László (1937) tájfutó, edző
- [4709] Schulek Ágoston (1943–2011) atléta, rúdugró, edző
- [4710] Schulhoff Ernő (1959) cselgáncsozó, edző
- [4711] Schulze Renáta (1976) úszó
- [4712] Schumiczky Mónika, Kanczler Jánosné (1964) síelő, edző
- [4713] Schupkégel Károly (1969) tornász
- [4714] Schuszter György (1934) úszó
- [4715] Schwallner András (1906–?) sportvezető, birkózóedző
- [4716] Schwarz Mária (1963) kosárlabdázó
- [4717] Sebestyén Andrea (1970) tekéző
- [4718] Sebestyén Borbála, Lábodi Alajosné (1934) evezős
- [4719] Sebestyén Edit, Szalay Miklósné (1947) ritmikus sportgimnasztikázó
- [4720] Sebestyén László (1951) edző
- [4721] Sebestyén Tamás (1934) atléta, rövidtávfutó
- [4722] Sebő Ágota, Almási Miklósné (1934) úszó, edző
- [4723] Sebők Éva, Szalay Béláné (1949–2011) röplabdázó, edző
- [4724] Sebők László (1937–2012) ökölvívó, edző
- [4725] Séfer Rozália, Halmosi Zoltánné (1951) atléta, rövidtávfutó, edző
- [4726] Séllyei István (1950–2020) birkózó
- [4727] Selmeczi György (1952) autóversenyző
- [4728] Senk Ferenc (1942) sportlövő, edző
- [4729] Senkei József (1932) atléta, rövidtávfutó
- [4730] Sényi Imre (1945–2022) kézilabdázó, edző
- [4731] Sepsei Andrea (1962) kosárlabdázó
- [4732] Seregély Márta (1968) kerékpárversenyző
- [4733] Seres Csaba (1969) ejtőernyős
- [4734] Seres Ferenc (1945) birkózó
- [4735] Seres Rudolf (1945) sportlövő
- [4736] Serfőző Sándor (1966) atléta, középtávfutó
- [4737] Sermer György (1932–2018) ökölvívó-versenybíró, sportvezető
- [4738] Severin Zsuzsa (1971) tornász
- [4739] Siák Ferenc (1934) műugró, toronyugró
- [4740] Sibalin Jakab (1965) kézilabdázó
- [4741] Sidó Ferenc (1923–1998) asztaliteniszező, edző
- [4742] Sidó Zoltán (1953) sportorvos
- [4743] Siegler Konrád (1966) tájfutó
- [4744] Sigmond András (1946) vitorlásedző
- [4745] Sike András (1965) birkózó, edző
- [4746] Sike József (1968) sportlövő
- [4747] Sikesdi Gábor (1960) labdarúgó
- [4748] Siklósi János (1954) motorcsónak-versenyző
- [4749] Siklósi Klára, Kiss Györgyné (1931) tekéző
- [4750] Siklósi Pál (1922–1993)[5] sakkfeladványszerző, szakíró
- [4751] Sillai László (1942–2007)[6] birkózó, edző, sportvezető
- [4752] Simári László (1935) kenus, edző
- [4753] Simkó Andrea (1969) aerobicversenyző
- [4754] Simkó Imre (1939) sportlövő, edző
- [4755] Simkulák Iván (1943) sportlövő
- [4756] Simó Ágoston (1925–2011) síelő, keramikus
- [4757] Simó Ildikó (1956) síelő
- [4758] Simó Lajos (1943–2019) kézilabdázó, edző
- [4759] Simon Attila (1939) atléta, akadályfutó, középtávfutó
- [4760] Simon Dénes (1939) atléta, hosszútávfutó, edző[7]
- [4761] Simon Ferenc (1965) asztaliteniszező
- [4762] Simon Gyula (1939) repülőmodellező
- [4763] Simon Imre (1959) súlyemelő
- [4764] Simon István (1912–1995) atléta, hosszútávfutó
- [4765] Simon István (1955) műkorcsolyázó, edző
- [4766] Simon János (1929–2010) kosárlabdázó, edző, sportvezető
- [4767] Simon József (1954–2019) sportújságíró
- [4768] Simon Lajos (1951) sportorvos
- [4769] Simon Mária (1960) síelő
- [4770] Simon Mária (1970) tornász
- [4771] Simon Tibor (1929–2002) sportvezető, edző
- [4772] Simon Tibor (1950) ökölvívó
- [4773] Simon Tibor (1965–2002) labdarúgó, edző
- [4774] Simon V. László (1935) jégkorongozó, sportújságíró
- [4775] Simon Balla István (1956–2016) atléta, gátfutó, edző
- [4776] Simonek Lídia, Kakucsi Sándorné (1929–2013) kézilabdázó, edző
- [4777] Simonffy Tóth Ágnes, Molnárné(1944) tőrvívó
- [4778] Singer János (1961) hegymászó, sziklamászó
- [4779] Sinka Brigitta (1928) sakkozó
- [4780] Sinka László (1954) sportvezető
- [4781] Sinkó Andrea (1967) ritmikus sportgimnasztikázó
- [4782] Sinkó György (1952) atléta, hosszútávfutó, maratoni futó
- [4783] Sinkovics Ferenc (1958) súlyemelő, edző
- [4784] Sinkovics Gábor (1960) sportújságíró
- [4785] Sipka Ágnes, Őzéné (1954) atléta, hosszútávfutó, maratoni futó
- [4786] Sipos Andrea (1955–2023)[8] sportorvos, triatlonista, sportvezető
- [4787] Sipos Anett (1975) vízilabdázó
- [4788] Sipos Árpád (1961) birkózó
- [4789] Sipos Ferenc (1932–1997) labdarúgó, edző
- [4790] Sipos Ildikó (1962) síelő
- [4791] Sipos Ivett (1973) vízilabdázó
- [4792] Sipos János (1926–2012) evezős, edző
- [4793] Sipos János (1951–2012) kerékpárversenyző, edző, sportvezető
- [4794] Sipos Kornél (1941) sportpszichológus
- [4795] Sipos Lajos (1957) lovas, fogathajtó
- [4796] Sipos László (1924–2000) birkózó, edző
- [4797] Sipos László (1965) vitorlázó, orvos
- [4798] Sipos Margit, Rátz Ferencné  (1908–?) úszó, edző
- [4799] Sipos Rita (1977) ritmikus sportgimnasztikázó
- [4800] Sipos Zoltán (1929) kerékpárversenyző, edző
- [4801] Siposs Ilona, Hidassy Dezsőné, Lépes Andrásné (1918) teniszező
- [4802] Sír József (1912–1996) atléta, rövidtávfutó, sportvezető
- [4803] Sirokmány Lajos (1926–2010) újságíró
- [4804] Siry Emerencia, Király Györgyné (1948) röplabdázó, edző
- [4805] Sisa Csaba (1967) evezős
- [4806] Siska Xénia (1957) atléta, gátfutó, rövidtávfutó
- [4807] Sitkei Nóra (1968) kosárlabdázó
- [4808] Sivadó János (1953) tornász
- [4809] Skerletz Iván (1939–1996)[9] tájfutó, sportvezető
- [4810] Skoumál András (1943) atlétaedző
- [4811] Skrapits László (1956) sportújságíró
- [4812] Skublics Gábor (1943) vitorlázó, szörföző
- [4813] Skultéti Etelka, Kispál Jánosné (1941–2005)[10] atléta, távolugró, edző
- [4814] Slezák István (1928–1993) sportvezető
- [4815] Sódor István (1950) tájfutó
- [4816] Solt Dezső (1933–2013) sakkíró, sakkozó
- [4817] Soltész Ágota (1949) úszó
- [4818] Soltész Árpád (1944) kenus, edző
- [4819] Soltész János (1956) ökölvívó
- [4820] Soltész László (1929–1990) birkózó
- [4821] Solti Andrea (1969) sportakrobata, edző
- [4822] Solti Antal (1948–2024) vívó, edző
- [4823] Solti Attila (1966) sportlövő
- [4824] Solti Krisztina (1968) atléta, magasugró
- [4825] Solymosi Ágnes (1970) síelő
- [4826] Solymosi Ernő (1940–2011) labdarúgó
- [4827] Solymosi László (1941) sakkedző, szakíró, sportvezető
- [4828] Solymossy Egon (1922–2009) atléta, rövidtávfutó, edző
- [4829] Sólyom Erzsébet, Polgáry Józsefné (1936) teniszező, asztaliteniszező
- [4830] Sólyom Ilona, Kerekes Imréné, Piller Ernőné (1926–2023) asztaliteniszező, teniszező, edző
- [4831] Sólyom István (1941) hajómodellező, sportvezető
- [4832] Sólyomvári János (1953) súlyemelő
- [4833] Som Ferenc (1932–2021) kézilabdázó, edző, sportvezető
- [4834] Somkuti Ilona, Verényi Pálné, Bohn Ferencné, Meisl Herbertné (1918–2002) evezős, edző
- [4835] Somlai László (1970) hexasakkozó, sakkozó
- [4836] Somló Lajos (1912–1990) atléta, hármasugró
- [4837] Somodi Lajos, id. (1928–2012) tőrvívó, edző
- [4838] Somodi Lajos, ifj. (1953) tőrvívó
- [4839] Somogyi György (1929) kosárlabdázó, edző
- [4840] Somogyi György (1961) kosárlabdázó
- [4841] Somogyi József, id. (1946) labdarúgó, edző
- [4842] Somogyi József, ifj. (1968) labdarúgó
- [4843] Somogyi László (1958) kosárlabdázó
- [4844] Somogyi Miklós (1962) kerékpárversenyző
- [4845] Somogyi Tamás (1958) vitorlázó
- [4846] Somogyi Valéria, Francoso Richárdné (1915–?) úszó, edző
- [4847] Somogyi Zsigmond (1937) vitorlázó
- [4848] Somogyi Zsolt (1953) karatéző, edző
- [4849] Somogyvári Károly (1926–2004) sportorvos
- [4850] Somos István (1909–1993) labdarúgó-játékvezető, szakíró
- [4851] Somosi Miklós (1968) asztaliteniszező
- [4852] Somossy József (1956) vízilabdázó, edző
- [4853] Soóky Zoltán (1971) súlyemelő
- [4854] Soós Györgyné, Magyar Mária (1924) tekéző, edző
- [4855] Soós István (1952–2025) labdarúgó
- [4856] Soós Klára, Somogyi Nándorné (1933) atléta, gátfutó, ötpróbázó
- [4857] Soós Mihály (1926) sportvezető
- [4858] Sós Csaba (1957) úszó, edző
- [4859] Sós Károly (1909–1991) labdarúgó, edző, sportvezető
- [4860] Sós Péter (1938) tornász, edző
- [4861] Sós Péter (1949) sportújságíró
- [4862] Sosztarich András (1923–2015) repülőmodellező, sportvezető
- [4863] Sóti István (1953) kajakedző
- [4864] Sótonyi László (1970) kézilabdázó
- [4865] Sován András (1933–1998) kajakozó, edző
- [4866] Sóvári Kálmán, id. (1910–1996) birkózó, edző
- [4867] Sóvári Kálmán, ifj. (1940–2020) labdarúgó, edző
- [4868] Söjtör József (1921–1998) atlétaedző
- [4869] Söre János (1935–2023)[11] kerékpárversenyző, edző
- [4870] Sőregi Krisztina (1972) ritmikus sportgimnasztikázó, edző
- [4871] Sőtér János (1946) tájfutó, hegymászó
- [4872] Sprang Ottó (1939) kajakedző
- [4873] Spányik József (1917–1992) röplabdázó, edző
- [4874] Spáth Tibor (1936) motorversenyző, sportvezető
- [4875] Spiegl József (1947–2021)[12] sportvezető
- [4876] Spisák János (1961) síelő, sílövő
- [4877] Spránitz Gábor (1962) sportlövő, edző
- [4878] Sprok Tibor (1967) vízilabdázó, edző
- [4879] Stámusz Ferenc (1934) kerékpárversenyző
- [4880] Stankovics Imre (1950) atléta, gyalogló
- [4881] Stark András (1949) súlyemelő, edző, sportvezető
- [4882] Stark Tibor (1972) súlyemelő
- [4883] Starnfeld Iván (1930–2009) sportvezető, vitorlázó
- [4884] Steckl Teréz (1939) tekéző
- [4885] Steer Anikó (1973) vitorlázó
- [4886] Steer Antal (1943) birkózó, edző
- [4887] Steer Ildikó (1970) vitorlázó
- [4888] Stefanek Gertrúd (1959) tőrvívó
- [4889] Stefanovics Imre (1954) súlyemelő
- [4890] Stefel Győző (1938) repülőmodellező
- [4891] Steig Csaba (1971) kerékpárversenyző
- [4892] Steingassner Olga (1931) vitorlázó
- [4893] Steinhacker Róbert (1950) atléta, rúdugró, edző
- [4894] Steinmetz Barnabás (1975) vízilabdázó
- [4895] Steinmetz János (1947–2007) vízilabdázó, edző
- [4896] Steitz Anna, Noszály Sándorné (1942) atléta, magasugró
- [4897] Stelczámer Rezső (1936–2016) sportlövő, edző, sportvezető
- [4898] Sterbinszky Amália (1950–2025) kézilabdázó, edző
- [4899] Sterk Katalin, Társiné (1961) atléta, magasugró
- [4900] Stieber Mercédesz (1974) vízilabdázó
- [4901] Stiller János (1946) kézilabdázó, edző
- [4902] Stofán Éva, Borsos Lászlóné (1960) sportakrobata, tornász
- [4903] Storczer Beáta, Martinekné (1969) tornász
- [4904] Straub József (1952–2002[13]) hegymászó, sportvezető
- [4905] Straubinger Györgyi (1974) triatlonista
- [4906] Strenner János (1948) hajómodellező
- [4907] Strohmayer Attila (1962) evezős
- [4908] Stugner Judit, Abaházi Istvánné (1942) atléta, diszkoszvető, súlylökő
- [4909] Stuller Gyula (1933) pszichológus
- [4910] Subert Zoltán (1924–1995) sportújságíró, sportvezető
- [4911] Such Ida, Báthori Béláné (1940) atléta, rövidtávfutó, edző
- [4912] Sudák Anikó (1967) súlyemelő
- [4913] Sudár Attila (1954) vízilabdázó, edző
- [4914] Sudár Tamás (1941–2021) síelő, síugró
- [4915] Sugár István (1942) műkorcsolyázó, sportorvos, sportvezető
- [4916] Suhajda Gabriella (1969) kosárlabdázó
- [4917] Sulyok Attila (1959) atléta, középtávfutó, edző
- [4918] Sulyok Erzsébet (1961) kézilabdázó
- [4919] Supola Zoltán (1970) tornász
- [4920] Surányi Péter (1947–2020) sportújságíró
- [4921] Susztig Ferenc (1928) síelő
- [4922] Suti István (1939–2012) lovas, díjugrató
- [4923] Südi István (1960) evezős
- [4924] Sükösd Balázs (1970) síelő
- [4925] Süle Ferenc (1936) sportorvos, sportpszichológus
- [4926] Süli József (1945) sportújságíró
- [4927] Süli Józsefné, Farkas Ilona (1946) tekéző
- [4928] Sütő József (1937) atléta, hosszútávfutó, maratoni futó
- [4929] Sütő László (1946) tekéző, edző
- [4930] Süvöltős Mihály (1949) kézilabdázó
- [4931] Svidró József (1950) kajakozó, edző

## Sz
- [4932] Szabadfy Anikó, Kurucz Sándorné (1953) kézilabdázó
- [4933] Szabadi László (1961) labdarúgó
- [4934] Szabadits Zoltán (1957) kézilabdázó
- [4935] Szabadka Péter (1951) hegymászó, sportvezető
- [4936] Szabados Béla (1974) úszó
- [4937] Szabados Hajnalka (1973) cselgáncsozó
- [4938] Szabados László (1911–1992) úszó
- [4939] Szabady Piroska (1961) vitorlázó
- [4940] Szabics Magdolna, Gulyásné (1949–2014) kosárlabdázó, edző
- [4941] Szablár András (1955) síelő
- [4942] Szabó Ágnes, Parti Jánosné, Ágoston Imréné (1936) kosárlabdázó
- [4943] Szabó Ágnes (1962) kosárlabdázó
- [4944] Szabó Aladár (1931–2002) atléta, magasugró, tízpróbázó
- [4945] Szabó Aladár (1954) motorcsónakversenyző
- [4946] Szabó András (1962) labdarúgó, edző
- [4947] Szabó Andrea (1964) tornász
- [4948] Szabó Annamária (1964) kézilabdázó
- [4949] Szabó Aranka, Bartha Lajosné (1926–2018)[14] atléta, rövidtávfutó
- [4950] Szabó Attila (1963) kenus
- [4951] Szabó Béla (1923–2010)[15] sportújságíró
- [4952] Szabó Béla (1939) testnevelő tanár, pedagógus
- [4953] Szabó Bence (1962) kardvívó, edző, sportvezető
- [4954] Szabó Csaba (1969) búvárúszó
- [4955] Szabó Csilla, Gyévainé (1968) sportújságíró
- [4956] Szabó Dezső (1967) atléta, tízpróbázó, rúdugró
- [4957] Szabó Edina, Borsos Attiláné (1965) kézilabdázó
- [4958] Szabó Elemér (1937–2021) súlyemelő, edző
- [4959] Szabó Erika (1967) lovas, fogathajtó
- [4960] Szabó Erzsébet (1963) atléta, középtávfutó
- [4961] Szabó Erzsébet, Szabó Lászlóné (1964) búvárúszó
- [4962] Szabó Éva, Baranyi Miklósné, Radnai Károlyné (1936) röplabdázó, edző
- [4963] Szabó Éva (1945–2022) teniszező, edző
- [4964] Szabó Éva (1952) kosárlabdázó
- [4965] Szabó Ferenc (1919–2007) súlyemelő, edző
- [4966] Szabó Ferenc (1921–2009) labdarúgó
- [4967] Szabó Ferenc (1921–2000) kenus, edző
- [4968] Szabó Ferenc (1928–1993) sportvezető, ökölvívóedző
- [4969] Szabó Ferenc (1939–1993) sportújságíró
- [4970] Szabó Ferenc (1948–2025) cselgáncsozó, lovas
- [4971] Szabó Ferenc (1956) labdarúgó, sportvezető
- [4972] Szabó Ferenc (1956) súlyemelő, edző, sportvezető
- [4973] Szabó Gábor (1938) sportlövő, edző
- [4974] Szabó Gábor (1957) atléta, maratoni futó
- [4975] Szabó Gábor (1968) kajakozó
- [4976] Szabó Gábor (1970) röplabdázó
- [4977] Szabó Gábor, K. (1962) atléta, középtávfutó
- [4978] Szabó Gabriella, Haranginé, Kocsisné (1959) asztaliteniszező, edző
- [4979] Szabó Gergely (1968) motorversenyző
- [4980] Szabó Géza (1935) labdarúgó, edző
- [4981] Szabó Gyöngyi, Szilasi Gyuláné, Földesi Tamásné (1940) szociológus
- [4982] Szabó György (1942) labdarúgó, edző, sportvezető
- [4983] Szabó György (1955) autóversenyző
- [4984] Szabó Gyula (1943–2023) ökölvívó, edző
- [4985] Szabó Gyula (1947–2018)[16] sportlövő
- [4986] Szabó Hedvig, Vincze Györgyné (1927) kosárlabdázó
- [4987] Szabó Hedvig (1966) kézilabdázó
- [4988] Szabó Ildikó, Erdélyiné (1955) atléta, rövidtávfutó, távolugró
- [4989] Szabó Imre (1920) vitorlázó
- [4990] Szabó István (1922–1991) sportvezető
- [4991] Szabó István (1945–2025) kézilabdázó, edző, sportvezető
- [4992] Szabó István (1950) kajakozó
- [4993] Szabó G. István (1965) atléta, rövidtávfutó
- [4994] Szabó János (1945–2017) atléta, középtávfutó, akadályfutó
- [4995] Szabó János (1957–2025) motorversenyző, edző
- [4996] Szabó Jenő (1965) búvárúszó
- [4997] Szabó József (1926) tekéző, edző
- [4998] Szabó József (1926) hajómodellező
- [4999] Szabó József (1956) labdarúgó, edző
- [5000] Szabó József (1958) autóversenyző
- [5001] Szabó József (1969) úszó
- [5002] Szabó Kálmán (1953) autóversenyző
- [5003] Szabó Kálmán (1959) röplabdázó
- [5004] Szabó Karolina (1961) atléta, hosszútávfutó, maratoni futó
- [5005] Szabó Károly (1937) evezősedző
- [5006] Szabó Lajos (1931–2015) kerékpárversenyző
- [5007] Szabó Lajos (1956) birkózó, edző
- [5008] Szabó Lajos (1958) könyvtáros, muzeológus, bibliográfus
- [5009] Szabó Lajos (1963) kenus
- [5010] Szabó László (1908–1992) evezős
- [5011] Szabó László (1917–1998) sakkozó, edző, szakíró
- [5012] Szabó László (1921–1998) motorversenyző, edző
- [5013] Szabó László (1934–2020) motorversenyző
- [5014] Szabó László (1945–2024) kézilabdázó, edző
- [5015] Szabó László (1946) birkózó, edző
- [5016] Szabó László (1953) kajakozó
- [5017] Szabó László (1955–2024) tájfutó
- [5018] Szabó László (1955–2017) kézilabdázó
- [5019] Szabó László (1955) atléta, súlylökő
- [5020] Szabó László (1957) súlyemelő
- [5021] Szabó László (1963) búvárúszó
- [5022] Szabó Lóránt (1966) ökölvívó
- [5023] Szabó Lőrinc (1929) röplabdázó
- [5024] Szabó Mária (1953) vitorlázó
- [5025] Szabó Márta, Nagy Ferencné, Molnár Károlyné, Dobozy Lászlóné (1927) kosárlabdázó, atléta, sportvezető
- [5026] Szabó Melinda, Tóthné (1971) kézilabdázó
- [5027] Szabó Mihály (1942) cselgáncsozó, edző
- [5028] Szabó Mihály (1943) síelő, síugró
- [5029] Szabó Miklós (1908–2000) atléta, középtávfutó, hosszútávfutó
- [5030] Szabó Miklós (1928–2022) atléta, hosszútávfutó, edző
- [5031] Szabó Miklós (1955) cselgáncsozó, edző
- [5032] Szabó Miklós (1958) repülőmodellező
- [5033] Szabó Ottó (1955) labdarúgó, edző
- [5034] Szabó Ödön (1926–2001) kosárlabdaedző
- [5035] Szabó Péter (1953) autóversenyző, motorversenyző
- [5036] Szabó Péter (1968) úszó
- [5037] Szabó Réka (1969) ritmikus sportgimnasztikázó
- [5038] Szabó Róbert (1960) repülőmodellező
- [5039] Szabó Sándor (1929) öttusázó, edző
- [5040] Szabó Sándor (1941–1992) tőrvívó, edző
- [5041] Szabó Sándor (1951) úszó, edző
- [5042] Szabó Sándor (1958) tekéző
- [5043] Szabó Sándor (1960) evezős
- [5044] Szabó Tamás (1961) atléta, középtávfutó, hosszútávfutó
- [5045] Szabó Tibor (1945) hajómodellező, sportvezető
- [5046] Szabó Tibor (1955) sportvezető, sakkfeladványszerző
- [5047] Szabó Tünde (1974) úszó
- [5048] Szabó Zita (1975) triatlonista
- [5049] Szabó Zoltán (1956) autóversenyző
- [5050] Szabó Zoltán (1962) röplabdázó
- [5051] Szabó Zsolt (1961) atléta, középtávfutó
- [5052] Szabó Zsolt (1964) atléta, távolugró
- [5053] Szabó Kovács Beáta (1970) kerékpárversenyző, triatlonista
- [5054] Szabolcsi János (1952) sakkozó, levelezési sakkozó, edző
- [5055] Szádeczky Károly (1955) autóversenyző
- [5056] Szájer József (1969) kosárlabdázó
- [5057] Szajlai László (1958) jégkorongozó
- [5058] Szakács Béla (1931–2020) ökölvívó, edző
- [5059] Szakál Erzsébet (1973) búvárúszó
- [5060] Szakkay Attila (1956) birkózó, edző
- [5061] Szakonyi Ferenc (1958) vízilabdázó
- [5062] Szalai Attila (1965) labdarúgó
- [5063] Szalai Csaba (1956) autóversenyző
- [5064] Szalai György (1951) súlyemelő, edző, sportvezető
- [5065] Szalai György (1958) kosárlabdázó
- [5066] Szalai Gyula (1968) tollaslabdázó
- [5067] Szalai Ildikó, Horváth Miklósné (1967) sakkozó, levelezési sakkozó
- [5068] Szalai István (1934) vitorlázó
- [5069] Szalai István (1962) atléta, középtávfutó
- [5070] Szalai József (1892–1990) tornász, műugró, sportvezető
- [5071] Szalai József (1961) atléta, gátfutó
- [5072] Szalai Szilvia (1975) úszó
- [5073] Szalánczy Emil (1953) sakkozó
- [5074] Szálas János (1956) atléta, gyalogló
- [5075] Szalatnai Judit, Szalay Lászlóné, Kozma Istvánné, Szigetváry Ferencné (1933–2016) evezős, síelő, edző
- [5076] Szalay Andrea (1976) ritmikus sportgimnasztikázó
- [5077] Szalay Gyöngyi (1968–2017) párbajtőrvívó
- [5078] Szalay László (1914–2008)[17] síelő, edző
- [5079] Szalay László (1927–1994) röplabda játékvezető, sportvezető
- [5080] Szalay Mihály (1965) síelő, síugró
- [5081] Szalay Miklós (1946) labdarúgó, edző
- [5082] Szalkay Orsolya (1968) vízilabdázó
- [5083] Száll Antal (1944) úszó, edző
- [5084] Szalma József (1966) labdarúgó
- [5085] Szalma László (1957) atléta, távolugró
- [5086] Szalmásy Tamás (1946–2008) labdarúgó, edző, sportvezető
- [5087] Szalóczy Péter (1936) vitorlázó
- [5088] Szalonna Julianna, Simon Györgyné (1959) röplabdázó
- [5089] Szalontai Eszter (1971) tornász
- [5090] Szalontai Imre (1955) birkózó, edző
- [5091] Szalontai Zoltán (1956–2005)[18] birkózó, edző
- [5092] Szalontay Katalin, Pézsáné (1940) tőrvívó
- [5093] Szamos Miklós (1950) sportvezető, autóversenyző
- [5094] Szamosi Csilla (1970) vízilabdázó
- [5095] Szamosszegi Béláné, Vargyas Sára (1932–2018)[19] tekéző, edző, sportvezető
- [5096] Szandtner Egon (1911–1998) evezős, edző, sportvezető
- [5097] Szániel János (1942–2024) labdarúgó, sportvezető, edző
- [5098] Szaniszló József (1935–2024)[20] öttusázó, párbajtőrvívó, vívó, edző
- [5099] Szántó Anna (1966) kézilabdázó
- [5100] Szántó Csaba (1945) kenus, edző
- [5101] Szántó Ferenc (1961) gyeplabdázó
- [5102] Szántó Gábor (1958) labdarúgó
- [5103] Szántó János (1941) autómodellező
- [5104] Szántó Mária, Romwalter Béláné (1940) kosárlabdázó
- [5105] Szántó Ottó (1923–1995) sportvezető, edző
- [5106] Szántó Péter (1965) evezős
- [5107] Szanyi Andor (1964) súlyemelő
- [5108] Szanyi László (1975) jégkorongozó
- [5109] Szappanos Orsolya (1976) ritmikus sportgimnasztikázó
- [5110] Szappanos Zsuzsa, Torday Kálmánné (1944) evezős, edző
- [5111] Száray Márta (1946) tőrvívó
- [5112] Száraz András (1966) műkorcsolyázó, edző
- [5113] Száraz László (1954) súlyemelő, gyúró
- [5114] Szarka Ernő (1935) tájfutó, sportvezető
- [5115] Szarka Éva (1973) labdarúgó
- [5116] Szarka Györgyi (1967) kosárlabdázó
- [5117] Szarka János (1950) síelő, sílövő
- [5118] Szarka Zoltán (1942–2016) labdarúgó, edző
- [5119] Szarvas Gábor (1943–1992) súlyemelő, edző
- [5120] Szász Alajos (1958) sportrepülő
- [5121] Szász Károly (1916–1993) tájfutó
- [5122] Szász László (1961) atléta, középtávfutó, hosszútávfutó
- [5123] Szász László (1966) autóversenyző, gokartversenyző
- [5124] Szász Levente (1917) síelő, sportvezető
- [5125] Szathmári János (1969) kézilabdázó
- [5126] Szathmáry Aba (1917) atléta, gerelyhajító, kosárlabdázó, edző
- [5127] Szatmári Enikő (1952) sportlövő, edző
- [5128] Szatmári István (1928) sportvezető
- [5129] Szatmáry Szilvia, Reiglné (1926) röplabdázó
- [5130] Száva György (1952) vitorlázó
- [5131] Szebeni Ottó (1926) atléta, rövidtávfutó
- [5132] Szebenszky Anikó (1965) atléta, gyalogló
- [5133] Széchy Tamás (1931–2004) úszóedző
- [5134] Szécsényi György (1954) hajómodellező, repülőmodellező
- [5135] Szécsényi János (1937) repülőmodellező
- [5136] Szécsényi József (1932–2017) atléta, diszkoszvető, biológus
- [5137] Szécsényi Józsefné, Fekete Irén (1935) testnevelő tanár, tornaedző, sportvezető
- [5138] Szécsényi Violetta, Vargáné (1958) ritmikus sportgimnasztikázó, edző
- [5139] Szécsi Jenő (1931) atléta, rövidtávfutó
- [5140] Szécsi Katalin(wd) (1967) kosárlabdázó
- [5141] Szegedi Ferenc (1924) atléta, hosszútávfutó
- [5142] Szegedi Irén (1949) kosárlabdázó
- [5143] Szegedi Sándor (1936) repülőmodellező, sportvezető
- [5144] Szegletes Ferenc (1948) atléta, diszkoszvető
- [5145] Szegő András (1948–2023) sportújságíró
- [5146] Szegvári Gusztáv (1920) tájfutó
- [5147] Szegvári Péter (1954) sportvezető, politikus
- [5148] Szeibert György (1960) labdarúgó
- [5149] Székely Antal (1959) vitorlázó, edző
- [5150] Székely Éva (1927–2020) úszó, edző
- [5151] Székely Gabriella (1927) sportorvos
- [5152] Székely László (1958) kosárlabdázó
- [5153] Székely Mónika (1973) taekwondós
- [5154] Székely Pál (1934) birkózó, edző
- [5155] Székely Péter (1955) sakkozó
- [5156] Székely Ripszima (1936) úszó
- [5157] Székely Tibor (1922) párbajtőrvívó, sportvezető
- [5158] Székely Zoltán (1952) párbajtőrvívó
- [5159] Szekeres Béla (1933) kerékpárversenyző
- [5160] Szekeres Béla (1938–2000) atléta, középtávfutó
- [5161] Szekeres Ferenc (1947) atléta, maratoni futó, edző
- [5162] Szekeres Ildikó (1955) úszó, búvárúszó
- [5163] Szekeres István(wd) (1945) sportújságíró, sportvezető
- [5164] Szekeres János (1951) sportlövő, edző
- [5165] Szekeres János (1952–2021)[21] atléta, maratoni futó, edző
- [5166] Szekeres József (1964) labdarúgó
- [5167] Szekeres Judit (1966) atléta, gátfutó
- [5168] Szekeres László (1954) vitorlázó
- [5169] Szekeres Pál (1964) tőrvívó, edző, sportvezető
- [5170] Szekeres Tamás (1961) sportújságíró
- [5171] Szekrényesy Attila[22] (1913–1995) műkorcsolyázó
- [5172] Szekrényesy Piroska[22] (1916–1990) műkorcsolyázó
- [5173] Szél Márta, Becskerekiné (1965) röplabdázó
- [5174] Szelei István (1960) tőrvívó, edző
- [5175] Szeles Dezső (1945) jégkorongozó
- [5176] Széles Gábor (1961) párbajtőrvívó, edző
- [5177] Széles Gábor (1962) tájfutó
- [5178] Széles István (1953) atléta, magasugró
- [5179] Széles Tibor (1924) autóversenyző
- [5180] Szeles Tünde (1968) öttusázó, triatlonista
- [5181] Szélig Viktor (1975) jégkorongozó
- [5182] Széll Emma, Benjamin Józsefné (1935) síelő
- [5183] Széll Erzsébet, Ambrusné (1945) teniszező
- [5184] Széll Lajos (1945) sakkozó, sportvezető
- [5185] Szelle Zoltán (1948) vitorlázó
- [5186] Szélpál László (1965) labdarúgó, sportvezető
- [5187] Szemcsák Éva (1975) síelő
- [5188] Szemes Kálmán (1943) teniszedző, sportvezető
- [5189] Szemes László (1935–2015) sportvezető
- [5190] Szénási Ernő (1942) hajómodellező, autómodellező
- [5191] Szénási Imre (1932–1994) hosszútávúszó, sportvezető
- [5192] Szénási László (1942) cselgáncsozó
- [5193] Szénásy József (1919) vitorlázó
- [5194] Szenczi Judit (1950) tekéző
- [5195] Szendey Antal (1915–1994) evezős, edző
- [5196] Szendey Katalin, Holló Jánosné (1941–2002[13]) evezős
- [5197] Szendey Marina (1971) íjász
- [5198] Szendrei József (1954) labdarúgó, edző
- [5199] Szendrei Péter (1962) gyeplabdázó, edző
- [5200] Szendrey Sándor (1954) kosárlabdázó, edző
- [5201] Szendrő Szabolcs (1946) hegymászó
- [5202] Szendrődi Aranka, Liszkay Lászlóné (1929) síelő
- [5203] Szendrődi Ildikó, Kővári Károlyné (1930–2022) síelő, edző
- [5204] Szendy Katalin (1954) asztaliteniszező
- [5205] Szénégető István (1956) atléta, akadályfutó, edző
- [5206] Szente András (1939–2012) kajakozó, edző
- [5207] Szenteleki Sára, Ligetkuti Ákosné (1945) atléta, középtávfutó
- [5208] Szentes Lázár (1955) labdarúgó, edző, sportvezető
- [5209] Szentgáli Lajos (1932–2005) atléta, középtávfutó, edző
- [5210] Szentgyörgyi Judit (1941) evezős, edző
- [5211] Szenthe István (1944) barlangász, sziklamászó, hegymászó
- [5212] Szentirmai István (1949) úszó, edző
- [5213] Szentiványi András (1967) szörföző
- [5214] Szentiványi Zsuzsanna (1969) sportlövő
- [5215] Szentmihályi Antal (1939) labdarúgó, edző
- [5216] Szentmihályi Ferenc (1935) lovas, fogathajtó
- [5217] Szentpéteri Ádám (1944) vitorlázó, sportvezető
- [5218] Szentpétery Csaba (1968) műkorcsolyázó
- [5219] Szép Brigitta (1971) vízilabdázó
- [5220] Szép Ernő (1950) síelő, síugró
- [5221] Szepes Attila (1938) autómodellező
- [5222] Szepesi Ádám (1945) atléta, magasugró, edző
- [5223] Szepesi György (1922) újságíró
- [5224] Szepesi István (1959) cselgáncsozó
- [5225] Szepesi Kálmán (1930) asztaliteniszező
- [5226] Szepessy Andrea Katalin (1966) kickbokszoló
- [5227] Szepessy László (1949–2022) labdarúgó, edző
- [5228] Szepesvári Teréz, Sík Józsefné (1917) atléta, súlylökő, diszkoszvető
- [5229] Szépfy Tibor (1954) vitorlázó
- [5230] Széplaki Gyula (1945) kézilabdázó, edző
- [5231] Szerbák Elek (1904–1990) atléta, középtávfutó, szakíró
- [5232] Szereday Pál (1927) sportrepülő, vitorlázórepülő, edző
- [5233] Szerényi János (1938–2024)[23] atléta, hosszútávfutó, edző
- [5234] Szerényi Sándor (1905–2007) sportvezető, politikus
- [5235] Szeri András (1956) repülőmodellező
- [5236] Szetey András (1963) kardvívó, újságíró
- [5237] Szieberth Péter (1963) tájfutó
- [5238] Szigeti Erika (1966) öttusázó, triatlonista
- [5239] Szigeti Krisztina (1970) vitorlázó
- [5240] Szigeti Oszkár (1933–1983) labdarúgó, edző
- [5241] Szigeti Szonja, Jámbor Jánosné (1966) asztaliteniszező
- [5242] Szigeti Zoltán (1932–2009) kajakozó
- [5243] Szigetvári Mátyás (1965) autóversenyző, gokartversenyző
- [5244] Szíjj Ágnes (1956) evezős
- [5245] Szíjj Károly (1952) párbajtőrvívó, öttusázó
- [5246] Szíjjártó István (1974) kajakozó
- [5247] Sziklai Paula, Sárosdi Béláné (1926) kosárlabdázó, kézilabdázó, atléta
- [5248] Szikora István (1964) ökölvívó, edző
- [5249] Szikora Katalin (1954) sporttörténész
- [5250] Szikora Szilvia (1965) gyorskorcsolyázó, sportvezető
- [5251] Szikrai István (1965) párbajtőrvívó
- [5252] Szikszay András (1936) teniszező, edző
- [5253] Szikszay Réka (1965) teniszező, edző
- [5254] Szilágyi Ferenc (1952) sportlövő
- [5255] Szilágyi György (1921–1992) sakkozó
- [5256] Szilágyi György (1929) közgazdász, statisztikus, sportvezető
- [5257] Szilágyi György (1942) sportorvos
- [5258] Szilágyi Gyula (1923–2001) labdarúgó, edző
- [5259] Szilágyi Gyula (1948) síelő, síugró
- [5260] Szilágyi István (1927) röplabdázó, edző
- [5261] Szilágyi István (1950) kézilabdázó
- [5262] Szilágyi Jenő (1910–1992) atléta, hosszútávfutó
- [5263] Szilágyi Katalin, Herczeg Andrásné (1965) kézilabdázó
- [5264] Szilágyi Péter (1937–2019) sakkozó, edző, újságíró
- [5265] Szilágyi Zoltán (1967) úszó
- [5266] Szilárd Zoltán (1930) úszó
- [5267] Szilassy Emőke, Businé (1961) tollaslabdázó
- [5268] Szilassy Erika, Tóthné (1959) tekéző
- [5269] Szilassy Nadine (1918) műkorcsolyázó
- [5270] Szilassy Tiborné, Gyöngyösi Ibolya (1936) tekéző
- [5271] Szilassy Zoltán (1975) jégkorongozó
- [5272] Szileczky Péter (1964) vízilabdázó
- [5273] Szilvágyi Szilvia (1973) sportakrobata
- [5274] Szilvássy Attila (1965) vitorlázó
- [5275] Szimcsák István (1933–2003) labdarúgó, edző
- [5276] Szini József (1935–2019) labdarúgó, edző
- [5277] Sziráczki István (1951–2003) motorversenyző
- [5278] Sziráczky Brigitta (1955) ritmikus sportgimnasztikázó, edző
- [5279] Szirmai Zoltán (1954) kosárlabdázó
- [5280] Szirmai Zoltán (1970) evezős
- [5281] Szitás Imre (1961) atléta, kalapácsvető
- [5282] Szittya Tamás (1967) búvárúszó
- [5283] Sziva Erika (1967) sakkozó
- [5284] Szívós István, id. (1920–1992) vízilabdázó, úszó, edző
- [5285] Szívós István, ifj. (1948–2019) vízilabdázó, edző, sportvezető
- [5286] Szlamka László (1943) úszó
- [5287] Szlávik Csaba (1954) kosárlabdázó
- [5288] Szlavítsek Gizella, Perlakyné (1957) úszó, hosszútávúszó, edző
- [5289] Szlávy Géza (1946) kardvívó, edző
- [5290] Szlávy Tibor (1930) sportvezető, golfozó
- [5291] Szloboda Éva (1968) tornász, edző
- [5292] Szloboda Zsuzsa, Kondorosi Ferencné (1954) röplabdázó
- [5293] Szmrecsányi Dagmár, Kászonyiné (1943) evezős, edző, sportvezető
- [5294] Szojka Ferenc (1931–2011) labdarúgó, edző, sportvezető
- [5295] Szokolai László (1952) labdarúgó, edző
- [5296] Szokoly Adrienne (1969) cselgáncsozó
- [5297] Szollár László (1957) vízilabdázó
- [5298] Szolnoki Mária, Kerényiné (1947) tőrvívó, edző
- [5299] Szombathelyi Erzsébet, Óhátné (1950) tekéző, edző
- [5300] Szombathelyi Tamás (1953) öttusázó, edző, sportvezető
- [5301] Szombathy István (1922) sportújságíró
- [5302] Szommer Anna, Gyulai Mihályné (1955) tornász
- [5303] Szondy István (1925–2017) öttusázó, edző
- [5304] Szopóczy Brigitta (1960) kézilabdázó, edző
- [5305] Szopori Erika (1963) atléta, gátfutó
- [5306] Szopori Éva, Bíró Sándorné (1955) tájfutó, edző
- [5307] Szosznyák Attila (1967) asztaliteniszező
- [5308] Szőcs Bertalan (1934–2016) tőrvívó, edző
- [5309] Szőcs János (1933) labdarúgó, edző
- [5310] Szőcs Zsuzsanna (1962) párbajtőrvívó, tőrvívó
- [5311] Szőcsik András (1947) tornász, edző
- [5312] Szöghy József (1910–1993) sakkfeladványszerző, sportvezető
- [5313] Szögi László (1972) evezős
- [5314] Szőke Attila (1965) párbajtőrvívó
- [5315] Szőke István (1947–2022) labdarúgó, edző
- [5316] Szőke János (1947) motorversenyző
- [5317] Szőke Katalin, Markovits Kálmánné, Domján Árpádné (1935–2017) úszó
- [5318] Szőke László (1966) ökölvívó
- [5319] Szőke Pál (1909–1994) teniszszakíró, sportvezető
- [5320] Szőke Péter (1947–2022) teniszező, edző
- [5321] Szőke Szilvia (1974) evezős
- [5322] Szőke Zsuzsa (1960) tekéző
- [5323] Szöllősy Éva, Varga Lászlóné (1935) műkorcsolyázó
- [5324] Szöllősi Imre (1941–2022) kajakozó
- [5325] Szöllősi István (1954) síelő, tájfutó
- [5326] Szöllősi Judit, Szőtsné (1961) kosárlabdázó, edző
- [5327] Szőnyi János (1948) birkózó, edző, sportvezető
- [5328] Szőnyi László (1938) súlyemelő, edző
- [5329] Szörényi Judit, Lakinger Lajosné (1949) teniszező, edző
- [5330] Szőts András (1943) vitorlázó
- [5331] Szőts Gábor (1955) vitorlázó, edző
- [5332] Sztanity László (1952) kajakedző
- [5333] Sztanity Zoltán (1954) kajakozó, edző
- [5334] Sztárcsevics Zoltán (1959) evezős
- [5335] Sztipits László (1944–2018)[24] atlétaedző
- [5336] Sztojkovics Éva, Angáné (1964) kosárlabdázó
- [5337] Sztranyovszky Zsolt (1945) kickbokszedző
- [5338] Sztrilich Mónika (1962) síelő
- [5339] Szuchy Katalin, Árvainé (1953) kosárlabdázó
- [5340] Szuchy Márta (1962) kosárlabdázó, edző
- [5341] Szurgent Lajos (1944) labdarúgó, edző
- [5342] Szurmai János (1966) sportújságíró
- [5343] Szuromi Antal (1943–2020) labdarúgó
- [5344] Szuromi György (1951) kerékpárversenyző, síelő
- [5345] Szusza Ferenc (1923–2006) labdarúgó, edző, sportvezető
- [5346] Szuszkó László (1973) kenus
- [5347] Szűcs Csaba (1965) atléta, maratoni futó
- [5348] Szűcs Éva (1934) tollaslabdázó, sportvezető
- [5349] Szűcs Éva (1963) kickbokszoló, edző
- [5350] Szűcs Gábor (1956) kerékpárversenyző
- [5351] Szűcs György (1912–1991) labdarúgó, edző
- [5352] Szűcs Gyula (1912–?) labdarúgóedző
- [5353] Szűcs József (1954) kosárlabdázó
- [5354] Szűcs Lajos (1943–2020) labdarúgó, edző
- [5355] Szűcs Lajos (1946) súlyemelő, edző
- [5356] Szűcs László (1957) súlyemelő
- [5357] Szűcs László (1969) ökölvívó, kickbokszoló
- [5358] Szűcs Miklós (1964) sportújságíró
- [5359] Szűcs Sándor (1955) sportrepülő
- [5360] Szűcs Zoltán (1965) kickbokszoló, edző
- [5361] Szűcs-Gáspár György (1936) sportvezető
- [5362] Szűr István (1952) kerékpárversenyző, edző
- [5363] Szűts László (1939) autómodellező
- [5364] Szvacsek Ferenc (1954) repülőmodellező
- [5365] Szymiczek Ottó (1909–1990) sportvezető, edző

## T, Ty
- [5366] Tabák Endre (1908–1994) sportújságíró, sportvezető
- [5367] Tabányi György (1938) cselgáncsozó
- [5368] Tábor István (1928) sportvezető
- [5369] Tábori László (1931–2018) atléta, középtávfutó, hosszútávfutó
- [5370] Tafferner János (1948) síelő, síugró
- [5371] Tagscherer Imre (1941) síelő, sílövő
- [5372] Tajti József (1943–2025) labdarúgó, edző
- [5373] Takács András (1945–2015) kerékpárversenyző, gyorskorcsolyázó, edző
- [5374] Takács András Tibor (1972) sportakrobata
- [5375] Takács Béla (1930–2018) hajómodellező
- [5376] Takács Béla (1940–2019) labdarúgó
- [5377] Takács Csaba (1962) tájfutó
- [5378] Takács Erika (1969) súlyemelő, atléta, súlylökő
- [5379] Takács Ferenc (1938–2018) filozófus
- [5380] Takács Ferenc (1968) birkózó, edző
- [5381] Takács Gábor (1954) ökölvívó, edző
- [5382] Takács Gábor (1959–2007) kenus, sporthajóépítő
- [5383] Takács Gábor (1966) autóversenyző
- [5384] Takács György (1924–1994) labdarúgó
- [5385] Takács Gyula (1949) kerékpárversenyző, edző
- [5386] Takács Gyula (1970) tornász
- [5387] Takács Ildikó, Kunáné (1967) vízilabdázó
- [5388] Takács István (1959) atléta, gátfutó, rövidtávfutó
- [5389] Takács János (1954) asztaliteniszező, edző
- [5390] Takács János (1967) birkózó
- [5391] Takács Katalin, Gulyás Ákosné (1942) úszó
- [5392] Takács László (1934–2015) atlétaedző, szerkesztő
- [5393] Takács László (1947) labdarúgó
- [5394] Takács László (1955) labdarúgó
- [5395] Takács Mária (1966) súlyemelő, atléta, súlylökő
- [5396] Takács Péter (1956) párbajtőrvívó
- [5397] Takács Sándor (1947) kézilabdázó
- [5398] Takács Tibor (1969) kenus
- [5399] Takács Tünde (1975) evezős
- [5400] Takácsy Pál (1957) autóversenyző
- [5401] Talabos István (1956–2018) sportlövő
- [5402] Talán Krisztina (1965) kosárlabdázó
- [5403] Tamás Attila (1965) cselgáncsozó
- [5404] Tamás Ferenc (1936) gyeplabdázó, edző
- [5405] Tamás Gábor (1951–2012)[25] atléta, kalapácsvető
- [5406] Tamás Gyula (1941–2025) labdarúgó, edző, sportvezető
- [5407] Tamás István (1938) atléta, rúdugró, edző
- [5408] Tamás József (1965) öttusázó, triatlonista
- [5409] Tamás László (1924–1995) atlétaedző
- [5410] Tamis József (1965) motorcsónak-versenyző
- [5411] Táncos Mihály (1905–1993) labdarúgó
- [5412] Tánczi Tibor (1958) atléta, kalapácsvető, edző
- [5413] Tandari János (1940–2001) autóversenyző
- [5414] Tanovszky Ágnes, Varga Jánosné, Hajdú Józsefné (1959) sportakrobata, edző
- [5415] Tápai Tibor (1974) gyeplabdázó
- [5416] Tápi Tamás (1961) sportlövő, edző
- [5417] Tar Mihály (1969) cselgáncsozó
- [5418] Tarcali Róbert (1949) kenus, edző
- [5419] Tardos Béla (1912–1991) vitorlázórepülő, repülő-meteorológus, szakíró
- [5420] Tarics Sándor (1913–2016) vízilabdázó, építészmérnök
- [5421] Tarjáni Péter (1955) kosárlabdázó, edző
- [5422] Tarjányi Eszter (1962–2017)[26] atléta, gátfutó, irodalomtörténész
- [5423] Tarjányi Zsuzsa, Bakonyiné (1946) kosárlabdázó
- [5424] Tárkányi Herta, Mohácsi Ferencné (1928) síelő
- [5425] Tarkovács Andrea (1958) kosárlabdázó
- [5426] Tarnawa Ferdinánd (1929–2010) röplabdaedző, szakíró
- [5427] Taróczy Balázs (1954) teniszező, edző, sportvezető
- [5428] Tarpataki Tamás (1971) lovastornász
- [5429] Tarr Gyula (1931–2012)[27] birkózó, edző
- [5430] Társi Zoltán (1961) atléta, magasugró
- [5431] Tary Nándor (1972) vízilabdázó
- [5432] Tas Mária Emőke (1943) tájfutó
- [5433] Tasnádi László (1954) cselgáncsozó
- [5434] Tass Olga, Lemhényiné (1929–2020) tornász, edző
- [5435] Tatai István (1938–2017) sakkozó, könyvkiadó
- [5436] Tatai Tibor (1944) kenus, edző
- [5437] Tatár András (1969) lovastornász, aerobikversenyző, szakíró
- [5438] Tatár György (1952–2024) labdarúgó, edző
- [5439] Tatár István (1958–2017) atléta, rövidtávfutó
- [5440] Tatár Mihály (1937) röplabdázó, edző, sportvezető
- [5441] Tátos Nándor (1921–1992) úszó
- [5442] Tax Nándor (1973) kenus
- [5443] Técsy Sándor (1939) motorversenyző
- [5444] Tégla Ferenc (1947) atléta, diszkoszvető, edző
- [5445] Téglás Csaba (1970) vitorlázó
- [5446] Téglási Ferenc (1945) cselgáncsozó
- [5447] Téglássy Tamara (1968) műkorcsolyázó
- [5448] Téglásy György (1954) sportorvos
- [5449] Teichtmann Rezső (1942) vitorlázó
- [5450] Telegdy György (1927) kosárlabdázó, edző
- [5451] Telegdy István (1927–2013) vitorlázó, edző
- [5452] Telek András (1970) labdarúgó, edző
- [5453] Teleki Gyula (1928–2017) labdarúgó, edző
- [5454] Temes Judit, Gorácz Gyuláné (1930–2013) úszó, sportvezető
- [5455] Temesi Krisztina (1970) öttusázó
- [5456] Temesvári Andrea (1966) teniszező
- [5457] Temesvári Miklós (1938) labdarúgó, edző
- [5458] Temesvári Ottó (1934) kosárlabdázó, edző
- [5459] Tengg Csilla (1968) műúszóedző, sportvezető
- [5460] Tenke Tibor (1953) vitorlázó
- [5461] Tepszics Ignác (1958) labdarúgó, edző, sportvezető
- [5462] Terényi Imre (1925–2001) sportvezető
- [5463] Terjék István (1959) jégkorongozó
- [5464] Terták Elemér (1918–1999) műkorcsolyázó, edző, sportvezető
- [5465] Tessényi Éva, Rácz Ivánné (1930) íjász, edző
- [5466] Thiering György (1934–2015) tájfutó
- [5467] Thúróczy Endre (1948) sportrepülő
- [5468] Thuróczy Lajos (1925) turista, tájfutó, sportvezető
- [5469] Thuróczy Zsuzsa, Fajtné (1958) ritmikus sportgimnasztikázó, edző
- [5470] Tibor Tamás (1942) sportvezető, politikus, edző
- [5471] Tichy Lajos (1920–?) jégkorongozó, edző
- [5472] Tichy Lajos (1935–1999) labdarúgó, edző
- [5473] Ticska László (1961) motorcsónak-versenyző
- [5474] Tieber László (1949) labdarúgó
- [5475] Tifinger Alajos (1950) kézilabdázó
- [5476] Tihanics Tibor (1965) birkózó, edző
- [5477] Tihanyi András (1917–1991) labdarúgó
- [5478] Tihanyi Endre (1945–2022) tornász, edző
- [5479] Tihanyi József (1946) atléta, magasugró, biológus
- [5480] Tihanyi Márta (1959) asztaliteniszező
- [5481] Tihanyi Sándor (1963) motorversenyző
- [5482] Tilkovszky Ibolya, Greminger Jánosné (1933) atléta, rövidtávfutó
- [5483] Till Gabriella (1963) labdarúgó
- [5484] Till László (1935) úszó
- [5485] Tímár Ferenc (1950) asztaliteniszező, edző
- [5486] Tímár István (1940–1994) kajakozó
- [5487] Tímár Róbert (1961) sportorvos
- [5488] Tímár Viktória (1974) síelő
- [5489] Tóbiás Veronika (1967–2020) súlyemelő, atléta, súlylökő
- [5490] Tokaji Tamás (1957) repülőmodellező
- [5491] Tolmács Anna (1974) cselgáncsozó
- [5492] Tolnai Ilona, Rákhely Gyuláné (1921–2011)[28] atléta, rövidtávfutó, távolugró
- [5493] Tolnai Kálmán (1924) vitorlázó
- [5494] Tolnai László (1963) cselgáncsozó
- [5495] Tolnai Tibor (1964) sakkozó, edző
- [5496] Toma Árpád (1958) labdarúgó
- [5497] Toma Ferenc (1949–2011) birkózó, edző
- [5498] Toma Mihály (1948) birkózó, edző
- [5499] Tóman Gyula (1930) tekéző, edző
- [5500] Tomann Rozália, Lelkes Miklósné (1950) kézilabdázó, edző, sportgyúró
- [5501] Tomaschof Sándor (1954) öttusázó, edző
- [5502] Tompa Ádám (1957) öttusázó, triatlonista
- [5503] Tompa Györgyné, Berta Anna (1940) tekéző
- [5504] Tompa János (1947) sakkozó, edző, sportvezető
- [5505] Tomsics Melinda (1971) búvárúszó
- [5506] Tomszer Miklós (1957) cselgáncsozó
- [5507] Topor Kálmán (1955) autóversenyző
- [5508] Tordai Gyula (1920–1991) atléta, magasugró, sportvezető
- [5509] Tordasi Ildikó (1951–2015) tőrvívó, edző
- [5510] Torday Kálmán (1943) kardvívó, edző
- [5511] Torma Ágnes (1951) röplabdázó, edző
- [5512] Torma Ibolya (1955) súlyemelő, atléta, gerelyhajító
- [5513] Tornay Balázs (1969) síelő
- [5514] Tornyi Rózsa (1945) kajakozó
- [5515] Tornyosi Lajos (1950) tekéző
- [5516] Toronyi András (1950) vitorlázó
- [5517] Toronyi Béla (1953) evezős, edző
- [5518] Toronyi Kálmán (1955) evezős, edző
- [5519] Tót Zsolt (1958) tekeedző
- [5520] Tóth Ákos (1943) úszóedző
- [5521] Tóth András (1949) labdarúgó, sportvezető
- [5522] Tóth Andrea, Hegedűs Zoltánné (1959) műugró
- [5523] Tóth Anna (1952) búvárúszó
- [5524] Tóth Antal (1954) kenus, edző
- [5525] Tóth Árpád (1949) kenus, edző
- [5526] Tóth Árpád (1958) búvárúszó
- [5527] Tóth Attila (1960) kosárlabdázó
- [5528] Tóth Attila (1964) cselgáncsozó
- [5529] Tóth Attila (1965) műkorcsolyázó
- [5530] Tóth Balázs (1967) tornász
- [5531] Tóth Bálint (1950) labdarúgó, edző
- [5532] Tóth Béla (1907–1991) lovasedző, sportvezető
- [5533] Tóth Béla (1937–2021)[29] atléta, rövidtávfutó
- [5534] Tóth Béla (1943) sakkozó, edző, szakíró
- [5535] Tóth Béla (1945–2020)[30] atléta, hosszútávfutó, edző
- [5536] Tóth Béla (1959) cselgáncsozó, edző
- [5537] Tóth Béla (1962) súlyemelő
- [5538] Tóth Bence (1969) műúszóedző
- [5539] Tóth Csaba (1957–2022)[31] úszó, edző
- [5540] Tóth Csaba (1960) vízilabdázó
- [5541] Tóth Dezső (1924) sportvezető, edző
- [5542] Tóth Edina (1971) kézilabdázó
- [5543] Tóth Endre (1923) műkorcsolyázó, edző
- [5544] Tóth Erzsébet, Perjámosiné (1942) úszó, edző
- [5545] Tóth Eszter (1967) tájfutó
- [5546] Tóth Éva, Szigeti Andrásné (1952–2013)[32] atléta, rövidtávfutó
- [5547] Tóth Ferenc (1926) gyeplabdázó, edző
- [5548] Tóth Ferenc (1938) vitorlázó
- [5549] Tóth Ferenc (1966) súlyemelő
- [5550] Tóth Frank (1970) vízilabdázó
- [5551] Tóth Gábor (1960) gyeplabdázó, edző
- [5552] Tóth Gábor (1964) birkózó
- [5553] Tóth Gabriella (1975) vízilabdázó
- [5554] Tóth Géza (1932–2011) súlyemelő, edző, szakíró
- [5555] Tóth Géza (1962–2004) kézilabdázó
- [5556] Tóth György (1915–1994) labdarúgó
- [5557] Tóth György (1954) újságíró
- [5558] Tóth Gyula (1927–2001) birkózó, edző
- [5559] Tóth Gyula (1936–2006) atléta, maratoni futó, edző
- [5560] Tóth Gyula (1940) vízilabdázó, sportvezető
- [5561] Tóth Ildikó, Sinkóné (1960) kézilabdázó
- [5562] Tóth Ilona, Kucsera Bertalanné, Jünger Norbertné (1912–?) úszó
- [5563] Tóth Ilona (1961) labdarúgó
- [5564] Tóth Imre (1934) repülőmodellező
- [5565] Tóth Imre (1948) ökölvívó, edző, sportvezető
- [5566] Tóth Imre (1963) vízilabdázó
- [5567] Tóth Imre (1968) autóversenyző
- [5568] Tóth István (1921–2006)[33] tájfutó
- [5569] Tóth István (1921–1990) sportvezető, sportinformatikus, könyvtáros
- [5570] Tóth István (1929) hajómodellező
- [5571] Tóth István (1938) ökölvívó
- [5572] Tóth István (1943) síelő, edző
- [5573] Tóth István (1951) birkózó, edző
- [5574] Tóth István (1960) kajakozó
- [5575] Tóth István (1966) kickbokszoló
- [5576] Tóth István (1966) taekwondós
- [5577] Tóth István (1968) motorcsónak-versenyző
- [5578] Tóth István (1969) asztaliteniszező
- [5579] Tóth István (1970) kickbokszoló
- [5580] Tóth János, id. (1944) autóversenyző
- [5581] Tóth János (1955) úszó
- [5582] Tóth János, ifj. (1968) autóversenyző
- [5583] Tóth János (1970) asztaliteniszező
- [5584] Tóth János, S. (1962) sportújságíró
- [5585] Tóth Jolán, Voloszynovichné (1896–1991)[34] sportrepülő
- [5586] Tóth József (1929–2017) labdarúgó, edző
- [5587] Tóth József (1932–2022) sportrepülő
- [5588] Tóth József (1951–2022) labdarúgó
- [5589] Tóth József (1955) autóversenyző
- [5590] Tóth József (1962) hajómodellező
- [5591] Tóth Judit, Gamauf Gyuláné, Gundela Károlyné (1906–1993)[35] tornász, edző
- [5592] Tóth Judit (1967) labdarúgó
- [5593] Tóth Kálmán (1944) labdarúgó, sportgyúró
- [5594] Tóth Katalin (1952) tekéző, edző
- [5595] Tóth Katalin (1964) búvárúszó
- [5596] Tóth Katalin (1967) búvárúszó
- [5597] Tóth Krisztina (1974) asztaliteniszező
- [5598] Tóth László (1931–2022) kosárlabdázó
- [5599] Tóth László (1938) labdarúgó
- [5600] Tóth László (1938) sportvezető
- [5601] Tóth László (1953) kajakozó
- [5602] Tóth László (1955) atléta, középtávfutó
- [5603] Tóth László (1960) cselgáncsozó
- [5604] Tóth László (1960) kézilabdázó
- [5605] Tóth László (1963) cselgáncsozó
- [5606] Tóth László (1968) vízilabdázó
- [5607] Tóth László (1968) kajakozó
- [5608] Tóth László, B. (1921) tekeedző, sportvezető
- [5609] Tóth Levente (1963) öttusázó, triatlonista
- [5610] Tóth Magdolna (1913–?) úszó
- [5611] Tóth Magdolna (1914–?) úszó
- [5612] Tóth Margit (1961–2016) tornász, edző
- [5613] Tóth Mária, Romhányi Józsefné (1935–2019) kézilabdázó
- [5614] Tóth Mária, Rozgonyi Györgyné (1946) műugró, toronyugró
- [5615] Tóth Mátyás (1918–2002) labdarúgó
- [5616] Tóth Mihály (1926–1990) labdarúgó, edző
- [5617] Tóth Mihály (1958) cselgáncsozó
- [5618] Tóth Mihály (1962) evezős
- [5619] Tóth Noémi (1976) vízilabdázó
- [5620] Tóth Péter, G. (1913–1991) labdarúgó
- [5621] Tóth Réka (1969) tájfutó
- [5622] Tóth Róbert (1965) súlyemelő
- [5623] Tóth Sándor (1960) vízilabdázó
- [5624] Tóth Sándor (1963) evezős
- [5625] Tóth Tamás (1965) sportlövő
- [5626] Tóth Tibor (1969) sportakrobata
- [5627] Tóth Valéria (1970) evezős
- [5628] Tóth Zoltán (1938–2000) labdarúgó
- [5629] Tóth Zoltán (1955) labdarúgó
- [5630] Tóth Zoltán (1968) hajómodellező
- [5631] Tóth Harsányi Borbála, Korom Mihályné (1946) kézilabdázó, újságíró
- [5632] Tóth Harsányi Katalin, Laki Pálné (1948) kézilabdázó, sportvezető
- [5633] Totola Gábor (1973) párbajtőrvívó
- [5634] Tóvári Péter (1951) evezős, edző
- [5635] Tőkési Lajos (1975) jégkorongozó
- [5636] Tölgyes Péter (1950) sportújságíró
- [5637] Tölgyesi János (1945) gyorskorcsolyázó
- [5638] Törő András (1944) kenus, edző, sportvezető
- [5639] Törőcsik András (1955–2022) labdarúgó
- [5640] Török Bódog (1923–2012) kézilabdázó, edző, sportvezető
- [5641] Török Ferenc (1935) öttusázó, edző, politikus
- [5642] Török Ferenc (1948) sportújságíró
- [5643] Török Gábor (1936–2004) labdarúgó, edző
- [5644] Török Gyula (1938–2014) ökölvívó
- [5645] Török János (1946) atléta, középtávfutó, hosszútávfutó
- [5646] Török József (1944) labdarúgó
- [5647] Török Krisztina (1969) evezős
- [5648] Török Lajos (1969) kézilabdázó
- [5649] Török László (1937) atléta, gátfutó
- [5650] Török László (1950) sportújságíró, sportvezető
- [5651] Török Marianna (1960) tekéző
- [5652] Török Ottó (1937) öttusázó, párbajtőrvívó, sportvezető
- [5653] Török Péter (1940–2023) labdarúgó, edző, sportvezető
- [5654] Török Péter (1950) sportújságíró
- [5655] Törös Olga (1914–2015) tornász
- [5656] Törzs Imre (1930) vitorlázó
- [5657] Törzs Mária, Konrád Sándorné (1952) úszó
- [5658] Tőzsér Ilona, Schurmann Zoltánné (1943) kajakozó
- [5659] Tramita Mária, Szántó Györgyné (1935–2014) kézilabdázó
- [5660] Tresel Mária (1946) tornász, edző
- [5661] Triff-Árkosi Anikó (1968) súlyemelő, atléta, súlylökő
- [5662] Tringer Ágnes, Henterné (1965) golfozó
- [5663] Tringer László (1935) sportvezető, golfozó
- [5664] Trócsányi Sára (1967) úszó
- [5665] Trón Ágnes (1967) búvárúszó
- [5666] Tubákos Iván (1963) motorcsónak-versenyző
- [5667] Tulok Andrea (1969) öttusázó
- [5668] Tumbász József (1963) kickbokszoló, edző
- [5669] Tumpek György (1929–2022) úszó, edző
- [5670] Tuncsik József (1949) cselgáncsozó, edző
- [5671] Turák Zsuzsa (1968) ritmikus sportgimnasztikázó
- [5672] Turbók Attila (1970–2022)[36] asztaliteniszező
- [5673] Turchányi Piroska, Szász Domokosné (1950) tájfutó, matematikus
- [5674] Turcsán Zsolt (1969) kosárlabdázó
- [5675] Turcsányi Béla (1936) vitorlázó
- [5676] Turcsányi Zoltán (1914) gyeplabdázó
- [5677] Túri Tamás (1968) autóversenyző
- [5678] Turóczy Judit, Korach Marcellné (1948) úszó, edző
- [5679] Turu István (1962–2021) ökölvívó
- [5680] Tuschák Katalin (1959) tőrvívó
- [5681] Tusnai Tamás (1941) vitorlázó
- [5682] Tuss Miklós (1938) vitorlázó
- [5683] Tuza József (1926–2008) kenus, edző
- [5684] Tüske Ferenc (1942) röplabdázó, edző

## U, Ú, Ü, Ű
- [5685] Udvardi István (1960–2012) vízilabdázó, edző
- [5686] Udvardi Nagy István (1927) vitorlázó
- [5687] Újhelyi Brigitta (1974) úszó
- [5688] Újhelyi Gábor (1952) kosárlabdázó, edző
- [5689] Újhelyi Katalin (1948) síelő
- [5690] Újhelyi Mária (1959) atléta, középtávfutó, edző
- [5691] Újhelyi Sándor (1961) atléta, rövidtávfutó
- [5692] Újlaki József (1929–2006) labdarúgó
- [5693] Ujlaky Jenő (1914) asztalitenisz-edző, sportvezető
- [5694] Újszigeti Katalin, Sütőné (1963) tornász, edző
- [5695] Újvári István (1932) sakkíró, szakíró
- [5696] Újvári László (1934–2008) műugró, sportgyúró
- [5697] Ulrich András (1943) úszó, edző
- [5698] Ungur Imre (1915–1993) sportvezető
- [5699] Urbán Edit (1961) asztaliteniszező, edző
- [5700] Urbán Erika, Bori Gáborné (1963) asztaliteniszező
- [5701] Ubán Flórián (1968) labdarúgó
- [5702] Urbán Klára (1960) asztaliteniszező
- [5703] Urbán Lajos (1944) vízilabdázó, edző
- [5704] Urbán Vilmos (1953) röplabdázó, edző
- [5705] Urbanik Sándor (1964) atléta, gyalogló
- [5706] Urbanovics Miklós (1942) birkózó, edző
- [5707] Urbányi István (1967) labdarúgó
- [5708] Úri Szabó Dezső (1955) kajakozó, edző
- [5709] Uri-Kovács Zsuzsanna (1968) labdarúgó
- [5710] Úrvári Sándor, id. (1935) sportvezető, tornaedző
- [5711] Úrvári Sándor, ifj. (1966) sportvezető
- [5712] Utasi Ágota (1968) kézilabdázó
- [5713] Utasi Tamás (1962–1991) sakkozó
- [5714] Uzdi Réka, Kováts Miklósné (1939) úszó, edző
- [5715] Ükös Gyula (1951) evezős, edző
- [5716] Ürögi László (1940) kajakozó, edző
- [5717] Ürögi Zsolt (1967) vízilabdázó, edző

## V
- [5718] Váci Piroska, Börcsökné (1958) kosárlabdázó
- [5719] Váczi Dénes (1964) labdarúgó
- [5720] Váczi Ernő (1939–2022) lovas, sportvezető
- [5721] Váczi Éva (1956) atléta, középtávfutó, edző
- [5722] Váczi József (1937) vízilabdázó, úszó
- [5723] Vad Dezső (1929–2018) sportújságíró, teniszező, röplabdázó
- [5724] Vadadi Zsolt (1962) kendózó
- [5725] Vadas István (1942) síelő, edző
- [5726] Vadas Márton (1910–?) műkorcsolyázó
- [5727] Vadász Csaba (1960) birkózó
- [5728] Vadász Éva (1943) tőrvívó
- [5729] Vadász Imre (1959) labdarúgó
- [5730] Vadász László (1948–2005) sakkozó
- [5731] Vadászi Ede (1923–1995) kézilabdázó, edző, sportvezető
- [5732] Vágány András (1960) tornász
- [5733] Vágási Aranka (1954) atléta, gerelyhajító, edző
- [5734] Vági József (1928) sportvezető
- [5735] Vágó Béla (1962) atléta, tízpróbázó
- [5736] Vágó Béla (1963) atléta, akadályfutó
- [5737] Vagyóczki Imre (1932–2023) kajakozó, sportvezető
- [5738] Vajda Gabriella, Herczegné (1966) tekéző, edző
- [5739] Vajda Géza (1944) tájfutó, építészmérnök
- [5740] Vajda Jenőné, Farkas Gabriella (1925) tekéző, edző
- [5741] Vajda László (1906–?) műugró
- [5742] Vajda László (1954) műkorcsolyázó, edző
- [5743] Vajda Vilmos (1934) kenus, sportvezető
- [5744] Vajtay Lajos (1954) vitorlázó
- [5745] Vajtó Lajos (1960) sportvezető, sportújságíró
- [5746] Vajvoda Sándor (1954) autóversenyző
- [5747] Válent Gyula (1926–2010)[37] úszó, edző, sportvezető
- [5748] Valtinyi László (1939) tájfutó, sportvezető
- [5749] Vámos Adél (1926) úszó
- [5750] Vámos István (1958) tornász
- [5751] Vámospércsi Oszkár (1923) atléta. középtávfutó
- [5752] Vancsura Anikó (1964) búvárúszó
- [5753] Vanczák Endre (1931) súlyemelő, edző
- [5754] Vándor Kálmán (1922–2016) újságíró
- [5755] Vándorffy József (1933–1997) levelezési sakkozó, sportvezető
- [5756] Vanya Mária, Vadász Józsefné (1950–2009) kézilabdázó
- [5757] Vanyek Zsuzsa (1960) atléta, többpróbázó, távolugró
- [5758] Váradi János (1961) ökölvívó
- [5759] Váradi László (1954) tornász, sportakrobata, edző
- [5760] Váradi Mihály (1957) repülőmodellező
- [5761] Várady Béla (1953–2014) labdarúgó, edző
- [5762] Várady István (1947) hajómodellező, edző, sportvezető
- [5763] Várady Jenő (1919–2001) lovasedző, sportvezető
- [5764] Varasdi Géza (1928–2022) atléta, rövidtávfutó
- [5765] Varga Alajos (1929) sportvezető
- [5766] Varga András (1938) cselgáncsozó, sportvezető
- [5767] Varga Attila (1965) vitorlázó
- [5768] Varga Béla (1932) sportújságíró
- [5769] Varga Domokos (1968) öttusázó, triatlonista
- [5770] Varga Dóra (1971) úszó
- [5771] Varga Ferenc (1922–1991) sportvezető
- [5772] Varga Ferenc (1924–1990) labdarúgó
- [5773] Varga Ferenc (1925–2023) kajakozó, edző
- [5774] Varga Ferenc (1938) kosárlabdaedző
- [5775] Varga Ferenc (1951) cselgáncsozó, edző
- [5776] Varga Gábor (1922) sportvezető
- [5777] Varga Géza (1944) teniszező, edző
- [5778] Varga György (1962) síelő
- [5779] Varga Gyula (1934) atléta, akadályfutó, középtávfutó
- [5780] Varga Gyula (1935) sportújságíró
- [5781] Varga Imre (1945) cselgáncsozó, edző
- [5782] Varga István (1943–2014) kézilabdázó, edző
- [5783] Varga István (1948) labdarúgóedző, testnevelő tanár
- [5784] Varga István (1960) cselgáncsozó
- [5785] Varga István (1963) labdarúgó
- [5786] Varga János (1939–2022) birkózó, edző
- [5787] Varga János (1961) vízilabdázó
- [5788] Varga Jánosné, Balogh Magdolna (1939) kosárlabdázó
- [5789] Varga József (1926–2011) sportújságíró
- [5790] Varga József (1954) labdarúgó
- [5791] Varga József (1955) vízilabdázó
- [5792] Varga József (1955–2023) labdarúgó
- [5793] Varga József (1955) gyeplabdázó
- [5794] Varga József (1957) kardvívó
- [5795] Varga József (1963) kosárlabdázó, edző
- [5796] Varga József (1967) triatlonista
- [5797] Varga Károly (1955) sportlövő, edző, sportvezető
- [5798] Varga Lajos (1933–2006)[38] tornász, edző
- [5799] Varga László (1943) súlyemelőedző, sportvezető
- [5800] Varga László (1943–2022) labdarúgó, edző
- [5801] Varga László (1953) súlyemelő
- [5802] Varga Mária, Steinmetz Jánosné (1949) kosárlabdázó, edző
- [5803] Varga Márta (1970) kézilabdázó
- [5804] Varga Mátyás (1949) kosárlabdaedző
- [5805] Varga Miklós (1939) tekéző, edző
- [5806] Varga Sándor (1966) asztaliteniszező
- [5807] Varga Tünde (1963) cselgáncsozó
- [5808] Varga Vera, Siági Istvánné (1953) műkorcsolyázó, edző
- [5809] Varga Zoltán (1945–2010) labdarúgó, edző
- [5810] Varga Zoltán (1970) sakkozó
- [5811] Varga Zoltán (1974) asztaliteniszező
- [5812] Varga Zsolt (1972) vízilabdázó
- [5813] Varga Zsuzsanna, Csenki Györgyné (1940–2022) kézilabdázó, edző
- [5814] Varga-Sabján László (1951) sportvezető, politikus
- [5815] Vargha Csongor (1946) kajakozó, edző
- [5816] Várhelyi Péter (1950) kajakozó, edző
- [5817] Várhidi Pál (1931–2015) labdarúgó, edző
- [5818] Vári Zsolt (1969) sportlövő
- [5819] Varjú Vilmos, id. (1937–1994) atléta, súlylökő
- [5820] Varjú Vilmos, ifj. (1965–2023) kézilabdázó
- [5821] Várkonyi Gábor (1950) atléta, súlylökő, edző
- [5822] Várkonyi Gabriella (1963) vízilabdázó, edző
- [5823] Várkonyi László (1956) hegymászó, búvár
- [5824] Várkonyi Marina (1970) párbajtőrvívó
- [5825] Várkonyi Sándor (1937) sportújságíró
- [5826] Várnai Éva, Andorkó Gáborné (1955) tekéző
- [5827] Várnai Iván (1954) sportújságíró
- [5828] Várnai Lajos (1924–2009) labdarúgó
- [5829] Varnusz Egon (1933–2008) sakkozó, edző, szakíró
- [5830] Városi György (1924–2005) labdarúgó, edző
- [5831] Varró József (1944) lovas, díjugrató, lovastusázó
- [5832] Varsányi Imre (1923–1991) sportvezető, sportújságíró, kosárlabdázó
- [5833] Várszegi Lajos (1941) úszó, edző
- [5834] Vas Éva, Eszesné (1969) triatlonista
- [5835] Vásárhelyi Edit, Perényi Károlyné (1923–2019) tornász
- [5836] Vásárhelyi György (1923–1992) kajakedző, sportgyúró
- [5837] Vásárhelyi Pál (1938) műkorcsolyázó, sportvezető
- [5838] Vasas Mihály (1933) labdarúgó, edző
- [5839] Vashegyi András (1971) síelő
- [5840] Vaskuti István (1955) kenus, edző
- [5841] Vass István Zoltán (1942) sportújságíró
- [5842] Vass Károly (1944–2021) kézilabdázó, edző
- [5843] Vass Márta (1962) atléta, hosszútávfutó
- [5844] Vass Sándor (1946) kézilabdázó, edző
- [5845] Vastagh Ágota (1968) evezős
- [5846] Vastagh Ildikó (1970) evezős
- [5847] Vastagh Katalin (1974) lovastornász
- [5848] Vasvári Erzsébet (1954–2022) sportlövő
- [5849] Vasvári Miklós (1913–1999) motorcsónak-versenyző
- [5850] Vasvári Nicolette (1958) asztaliteniszező
- [5851] Vasvári Sándor (1961) atléta, rövidtávfutó
- [5852] Vasváry Éva, Uhri Imréné (1912–?) síelő, gyeplabdázó, mozgásművészeti oktató
- [5853] Vaszil Gyula (1964) labdarúgó
- [5854] Vati Ágnes, Megyesi Lászlóné (1952) tekéző
- [5855] Vavra András (1952) evezős
- [5856] Véber György (1969) labdarúgó
- [5857] Vedres Mátyás (1943–2009) jégkorongozó, edző
- [5858] Veér Gábor (1939) tanszékvezető főiskolai tanár, testnevelő tanár
- [5859] Végh Ágnes, Hajek Károlyné (1939–2014) kézilabdázó
- [5860] Végh Aladár (1927–2003) sportvezető
- [5861] Végh Antal (1933–2000) író, szociográfus
- [5862] Végh Endre (1957) sakkozó, szakíró
- [5863] Végh Sándor (1954) sportrepülő
- [5864] Végh Tibor (1956) labdarúgó, edző
- [5865] Végh Zoltán (1971) labdarúgó
- [5866] Végházi Richárd (1919) úszó
- [5867] Végi Imre (1953) súlyemelő
- [5868] Veisz János (1947) atléta, rúdugró
- [5869] Vekerdy Zoltán (1957) tájfutó
- [5870] Velczenbach Tibor (1962) atléta, hosszútávfutó
- [5871] Vellai István (1945–1997) labdarúgó, edző
- [5872] Vellai Tibor (1939) repülőmodellező
- [5873] Velvárt Péterné, Csatári Mariann (1965) sakkozó
- [5874] Vén Lajos (1939) kajakedző, sportvezető
- [5875] Venczel Miklós (1947) rádióamatőr
- [5876] Vépi Péter (1949) labdarúgó, edző
- [5877] Veréb Dezső (1935–2005) kajakozó, edző
- [5878] Verebélyi Lajos (1966) kerékpárversenyző
- [5879] Verebes József (1941–2016) labdarúgó, edző
- [5880] Verebics Antal (1948) aikidomester, cselgáncsozó, sportvezető
- [5881] Veréczi Edit (1956) kézilabdázó, edző
- [5882] Veres Attila (1957) kickbokszoló, edző
- [5883] Veres Győző (1936–2011) súlyemelő, edző
- [5884] Veres Mónika (1965) síelő, sílövő
- [5885] Veres Zoltán (1962) sportrepülő
- [5886] Veres Zsuzsa (1965) síelő, sílövő
- [5887] Veress Istvánné, Varga Nóra (1932–2018) sportlövő, edző
- [5888] Veress János (1948) sportorvos
- [5889] Veress Róbert (1951) levelezési sakkozó, sakkozó
- [5890] Vermes Albán (1957–2021) úszó, sportvezető
- [5891] Verőci Gábor (1953) kézilabdázó
- [5892] Verőci Zsuzsa, Petronicsné (1949) sakkozó, sportvezető, edző
- [5893] Verrasztó Gabriella (1961) úszó
- [5894] Verrasztó Zoltán (1956) úszó, edző
- [5895] Vértessy Miklós (1942) atléta, gátfutó
- [5896] Vertetics Györgyi (1953) kosárlabdázó
- [5897] Vertetics István (1952–2018) kosárlabdázó, edző
- [5898] Viczkó Tamás (1953) labdarúgó, edző
- [5899] Vida Gábor (1929–2022) műkorcsolyázó, edző, sportvezető
- [5900] Vida Gyula (1953) síelő
- [5901] Vida József (1963) atléta, kalapácsvető
- [5902] Vida-Szűcs Lajos (1960) sportvezető, rögbijátékos
- [5903] Vidáts Csaba (1947) labdarúgó, sportvezető
- [5904] Vidéki Sándor (1966) sakkozó, edző
- [5905] Vígh Béla (1944) sakkozó, edző
- [5906] Vígh Erzsébet, Krebs Sándorné (1935) atléta, gerelyhajító
- [5907] Vígh Ildikó, Vörösné (1962) tollaslabdázó
- [5908] Vígh László (1941) tornaedző
- [5909] Vígh Péter (1952) birkózó, edző
- [5910] Vigyázó György (1929) sportorvos
- [5911] Villám Ildikó, Vidácsné (1961) kajakozó, edző
- [5912] Villányi Zsigmond (1950–1995) öttusázó, edző
- [5913] Vincze András (1966) sportújságíró
- [5914] Vincze Balázs (1967) vízilabdázó
- [5915] Vincze Dezső (1938) cselgáncsozó, edző
- [5916] Vincze Edit (1965–2022) vízilabdázó, edző
- [5917] Vincze György (1930–2006) újságíró, mélytengeri búvár
- [5918] Vincze István (1944) síelő, edző
- [5919] Vincze István (1967) labdarúgó
- [5920] Vincze Katalin (1968) síelő
- [5921] Vincze László (1921–2019)[39] síelő, orvos
- [5922] Vincze László (1970) kajakozó
- [5923] Vincze Zoltán (1972) gyeplabdázó
- [5924] Vindisch Ferenc (1956) vízilabdázó, edző
- [5925] Vindisch Kálmán (1954–2018) vízilabdázó, edző
- [5926] Viniczai Ferenc (1965) tájfutó
- [5927] Viskovics Károly (1950) atléta, rúdugró, edző
- [5928] Visnyei Márta, , Képesné (1962) atléta, hosszútávfutó, edző
- [5929] Visontai József (1936) úszóedző, sportvezető
- [5930] Visontay István (1931–2000) öttusázó, sportvezető
- [5931] Viszler József (1952) taekwondós, edző
- [5932] Vitár Róbert (1934–2025) sportújságíró, sportvezető
- [5933] Vitos György (1957) újságíró
- [5934] Vitray Tamás (1932) újságíró
- [5935] Vitsek Iván (1969) asztaliteniszező
- [5936] Vizin László (1954) autóversenyző
- [5937] Vízkelety László (1923–2007[40]) tájfutó, edző, sportvezető, turista
- [5938] Vízvári György (1928–2004) vízilabdázó, edző, sportvezető
- [5939] Voit Eszter, Meleghyné (1916) tornász
- [5940] Volontér László (1953) motorcsónak-versenyző
- [5941] Volentik Béla (1907–1990) labdarúgó, edző
- [5942] Völgyesi András (1965) síelő, jogász
- [5943] Völgyesi János (1939) sportorvos, sportvezető
- [5944] Völgyesi Miklós (1961) síelő
- [5945] Völgyi Péter (1950) kajakozó, edző
- [5946] Völgyi Zsuzsa (1949) atléta, hosszútávfutó, tájfutó
- [5947] Vőneki Erzsébet, Romvári Lászlóné (1941) evezős, edző
- [5948] Vönöczky András (1946) hajómodellező
- [5949] Vörös Endre (1941) repülőmodellező
- [5950] Vörös Ferenc (1922) úszó, hosszútávúszó
- [5951] Vörös Gabriella, Karkissné (1947) asztaliteniszező
- [5952] Vörös György (1959–2021) tollaslabdázó, edző, sportvezető
- [5953] Vörös János (1945) motorsport szakíró
- [5954] Vörös János (1946) sportvezető
- [5955] Vörös János (1962) evezős
- [5956] Vörös László (1951) hegymászó
- [5957] Vrábel Ibolya (1966) labdarúgó
- [5958] Vrhovina Lajos (1961) sportlövő
- [5959] Vura Márta (1945) sportpszichológus

## W
- [5960] Wachtler Katalin (1967) búvárúszó
- [5961] Wadovich Zoltán (1949) repülőmodellező
- [5962] Wágner Ferenc (1929–2011) kajakozó, edző
- [5963] Wágner József (1961) cselgáncsozó
- [5964] Wagner Zsófia (1949) műkorcsolyázó
- [5965] Walke Károly (1966) kosárlabdázó
- [5966] Walkó Andrea (1978) hármaspróbázó
- [5967] Walter Károly (1946) testnevelő tanár
- [5968] Weimper István (1953) labdarúgó, edző
- [5969] Wein Éva, Hampel Antalné (1931) vitorlázó
- [5970] Weinwurm Géza (1944) repülőmodellező
- [5971] Weisz János (1955) rádióamatőr, sportvezető
- [5972] Weisz László (1958) rádióamatőr
- [5973] Wels István, id. (1922) vitorlázó, edző, sportvezető
- [5974] Wengrin Ágnes (1969) tájfutó
- [5975] Wéninger Katalin, Szalai Katalin (1961) atléta, középtávfutó
- [5976] Werderits János (1943) hajómodellező
- [5977] Wertán Kinga (1967) műkorcsolyázó, edző
- [5978] Wichmann Tamás (1948–2020) kenus
- [5979] Wieland Károly (1934–2020) kenus
- [5980] Wiener Andrea (1960) síelő
- [5981] Wierdl Máté (1958) úszó
- [5982] Wiesner Tamás (1950–2024) vízilabdázó, edző
- [5983] Winkler László (1926–2001) repüléstöténész, muzeológus, repülőmodellező
- [5984] Winter Ilona, Lőrincz Istvánné, Sziklai Ernőné (1955) kosárlabdázó, edző
- [5985] Wirth Gabriella (1971) asztaliteniszező
- [5986] Wirth Veronika (1972) asztaliteniszező
- [5987] Wittmann Géza (1961) labdarúgó, edző
- [5988] Wladár Sándor (1963) úszó, állatorvos
- [5989] Wladár Zoltán (1960) úszó, állatorvos
- [5990] Wohner Krisztina, Baráth Ferencné (1955) kézilabdázó
- [5991] Wolf Erzsébet, Édesné (1952) tollaslabdázó
- [5992] Wolf Péter (1952) vízilabdázó, edző
- [5993] Wollek Tibor (1947–2004) labdarúgó
- [5994] Regina Woodward (1970) műkorcsolyázó
- [5995] Wossala György (1941) vitorlázó, sportvezető
- [5996] Wöller Tamás (1960) súlyemelő
- [5997] Wukovics László (1970) labdarúgó

## Z, Zs
- [5998] Zábó Tivadar (1963) búvárúszó
- [5999] Zacsovics Ágnes (1972) tekéző
- [6000] Zádor Ervin (1934–2012) vízilabdázó
- [6001] Zádori Gabriella (1970) tájfutó
- [6002] Zaffiry Solveig, Kurimay Pálné (1926–1992) röplabdázó, edző
- [6003] Zágoni Ferenc (1921–2012) evezős, újságíró, író
- [6004] Záhonyi Attila (1959) sportlövő
- [6005] Záhonyi Iván (1953) sportfotóművész
- [6006] Zaják Dezső (1960) kerékpárversenyző, edző
- [6007] Zaják Sándor (1936) repülőmodellező
- [6008] Zajovics Csaba (1969) atléta, rövidtávfutó
- [6009] Zaka István (1960) kerékpárversenyző
- [6010] Zakály Mária (1935) evezős
- [6011] Zakariás Éva (1954) kajakozó
- [6012] Zakariás Mária (1952) kajakozó, edző
- [6013] Zakor Andrea (1969) sportlövő
- [6014] Zala György (1969) kenus
- [6015] Zalai Gábor (1953) vitorlázó
- [6016] Zalai Krisztina (1963) síelő
- [6017] Zalai Sarolta (1971) párbajtőrvívó
- [6018] Zalavári Miklós (1975) jégkorongozó
- [6019] Zalka András (1931–2023) testnevelő tanár, labdarúgóedző, szakíró
- [6020] Zámbó Antal (1949) síelő, síugró
- [6021] Zámbó Sándor (1944) labdarúgó
- [6022] Zámbori György (1959) kerékpárversenyző, edző
- [6023] Zantleitner Tamás (1968) vízilabdázó, edző
- [6024] Zarándi Csaba (1928–2003) vívóedző, sportvezető
- [6025] Zarándi László (1929–2023) atléta, rövidtávfutó, edző
- [6026] Zamóczay Klára, Ladikné (1960) atléta, távolugró, rádióamatőr
- [6027] Zátrok Béla (1934) tornász, sportakrobata
- [6028] Zatykó László (1934–2018) cselgáncsozó, edző
- [6029] Závodny István (1950) motorversenyző
- [6030] Zboray Ferenc (1908–1993) motorversenyző, sportvezető
- [6031] Zémann Erika (1975) ritmikus sportgimnasztikázó
- [6032] Zemen János (1950) atléta, középtávfutó, edző
- [6033] Zentai Árpád (1938) vitorlázó
- [6034] Zentai Ferenc, id. (1935–2010) teniszező, edző, sportvezető
- [6035] Zentai Ferenc, ifj. (1963) teniszező, edző
- [6036] Zeöld László (1943) vitorlázó
- [6037] Ziegner Anikó, Milassin Lórándné (1954) atléta, távolugró, edző
- [6038] Zimmermann György (1957) vitorlázó
- [6039] Zimmermann Rita (1969) sakkozó
- [6040] Zimonyi Natália (1946) síelő
- [6041] Zink Teréz (1947) atléta, magasugró, edző
- [6042] Ziszisz Tanaszisz (1952) tornaedző
- [6043] Zolnay Péter (1950) síelő
- [6044] Zombori András (1965) labdarúgó
- [6045] Zombori Sándor (1953) labdarúgó, újságíró
- [6046] Zomotor Ádám (1933) tájfutó
- [6047] Zoufal Nándor (1959) röplabdázó, bowlingozó, lábteniszező
- [6048] Zöld Csaba (1962) repülőmodellező
- [6049] Zöld János (1926) filozófus, sportvezető
- [6050] Zrínyi Miklós (1960) kickbokszoló, edző
- [6051] Zságot Irén, Gergely Jánosné (1924–1999) műugró, toronyugró, edző
- [6052] Zsebe Ferenc (1965) kosárlabdázó
- [6053] Zsembery Barnabás (1958) motorversenyző, edző
- [6054] Zsembery Jenő (1930–2003) autóversenyző, sportvezető
- [6055] Zsemlye Gabriella (1969) asztaliteniszező
- [6056] Zsengellér Gábor (1954) repülőmodellező
- [6057] Zsengellér Gyula (1915–1999) labdarúgó, edző
- [6058] Zsengellér Zsolt (1942) sportújságíró
- [6059] Zsenits József (1941) sportvezető
- [6060] Zsiborács Ottó (1964) kerékpárversenyző, edző
- [6061] Zsiborás Gábor (1957–1993) labdarúgó
- [6062] Zsibrita János (1934–2013) birkózó, edző
- [6063] Zsiday István (1949–1995) sportújságíró
- [6064] Zsidegh Miklós (1946) testnevelő tanár, edző
- [6065] Zsigmond Bernát (1937) síelő, edző
- [6066] Zsigmond Kinga (1964) atléta, gerelyhajító
- [6067] Zsigmond László (1941) sportvezető
- [6068] Zsigmond Veronika (1931) röplabdázó
- [6069] Zsilák Erzsébet (1945) atléta, középtávfutó, edző
- [6070] Zsilák Ilona, Danovszkyné (1942) atléta, középtávfutó, edző
- [6071] Zsilinszki Tünde (1967) tornász, edző
- [6072] Zsinka András (1947–2023) atléta, középtávfutó
- [6073] Zsinka János (1965) labdarúgó
- [6074] Zsinka László (1953–2013) sakkozó
- [6075] Zsíros Tibor (1930–2013) kosárlabdázó, edző
- [6076] Zsitnik Béla, id. (1924–2019) evezős, edző, sportvezető
- [6077] Zsitnik Béla, ifj. (1951) evezős, edző, sportvezető
- [6078] Zsitva Viktor (1939) jégkorongozó
- [6079] Zsitva Zoltán (1905–1996) atléta, rövidtávfutó, középtávfutó
- [6080] Zsitvay Zoltán (1927–2000)[41] atléta, rúdugró
- [6081] Zsivótzky Gyula, id. (1937–2007) atléta, kalapácsvető
- [6082] Zsivótzky Gyula, ifj. (1966) labdarúgó
- [6083] Zsódér Zsolt (1971) triatlonista
- [6084] Zsódi Imre (1957) kézilabdázó
- [6085] Zsohovszky Piroska, Vörös Lászlóné (1953) hegymászó
- [6086] Zsoldos András (1959) kosárlabdázó, edző
- [6087] Zsoldos Zsolt (1967) cselgáncsozó, kézbirkózó
- [6088] Zsolnai János (1924–1994) labdarúgó
- [6089] Zsolnai Rita (1963) sportrepülő, vitorlázórepülő
- [6090] Zsolt István (1912–1991) labdarúgó-játékvezető
- [6091] Zsolt Róbert (1924–2002) újságíró, röplabdázó, edző
- [6092] Zsuffka Viktor (1910–2001) atléta, rúdugró
- [6093] Zubjuk Igor (1961) kézilabdázó
- [6094] Zubor Attila (1975) úszó
- [6095] Zubor Sándor (1960) súlyemelő, edző
- [6096] Zudor Gáspár (1965) evezős
- [6097] Zvara József (1966) labdarúgó